# Lista de asteroides (190001-191000)
Esta é uma lista parcial de asteroides, do asteroide número 190001 até o 191000, inclusive. Veja também o índice com todas as listas disponíveis.

| Objeto Próximos à Terra | Cinturão de asteroides (interno) | Cinturão de asteroides (externo) | Centauro       |
| Cruzador de Marte       | Cinturão de asteroides (meio)    | Troianos de Júpiter              | Transnetuniano |

Veja mais dados de cada asteroide na ligação externa para o Minor Planet Center na última coluna.
Índice: 190001... 190101... 190201... 190301... 190401... 190501... 190601... 190701... 190801... 190901... 

## 190001–190100
| Designação        | Designação | Descoberta  | Descoberta       | Descobridor(es)   | Categoria | Mais informações / Referência |
| Permanente        | Provisória | Data        | Local            | Descobridor(es)   | Categoria | Mais informações / Referência |
| ----------------- | ---------- | ----------- | ---------------- | ----------------- | --------- | ----------------------------- |
| 190001            | 2004 HL45  | 21 abr 2004 | Socorro          | LINEAR            | —         | MPC                           |
| 190002            | 2004 JP14  | 9 mai 2004  | Kitt Peak        | Spacewatch        | —         | MPC                           |
| 190003            | 2004 JR26  | 15 mai 2004 | Socorro          | LINEAR            | —         | MPC                           |
| 190004            | 2004 KM6   | 18 mai 2004 | Socorro          | LINEAR            | —         | MPC                           |
| 190005            | 2004 KQ17  | 19 mai 2004 | Kitt Peak        | Spacewatch        | Vesta     | MPC                           |
| 190006            | 2004 LL11  | 11 jun 2004 | Palomar          | NEAT              | —         | MPC                           |
| 190007            | 2004 LM13  | 11 jun 2004 | Socorro          | LINEAR            | —         | MPC                           |
| 190008            | 2004 LT13  | 11 jun 2004 | Socorro          | LINEAR            | —         | MPC                           |
| 190009            | 2004 LV18  | 11 jun 2004 | Socorro          | LINEAR            | —         | MPC                           |
| 190010            | 2004 MM7   | 27 jun 2004 | Reedy Creek      | J. Broughton      | —         | MPC                           |
| 190011            | 2004 NR1   | 9 jul 2004  | Socorro          | LINEAR            | —         | MPC                           |
| 190012            | 2004 NV4   | 9 jul 2004  | Palomar          | NEAT              | —         | MPC                           |
| 190013            | 2004 NW12  | 11 jul 2004 | Socorro          | LINEAR            | —         | MPC                           |
| 190014            | 2004 NH22  | 11 jul 2004 | Socorro          | LINEAR            | —         | MPC                           |
| 190015            | 2004 NA27  | 11 jul 2004 | Socorro          | LINEAR            | —         | MPC                           |
| 190016            | 2004 OT9   | 20 jul 2004 | Reedy Creek      | J. Broughton      | —         | MPC                           |
| 190017            | 2004 PY15  | 7 ago 2004  | Palomar          | NEAT              | —         | MPC                           |
| 190018            | 2004 PU16  | 7 ago 2004  | Campo Imperatore | CINEOS            | —         | MPC                           |
| 190019            | 2004 PW35  | 8 ago 2004  | Anderson Mesa    | LONEOS            | —         | MPC                           |
| 190020            | 2004 PY55  | 8 ago 2004  | Anderson Mesa    | LONEOS            | —         | MPC                           |
| 190021            | 2004 PZ55  | 8 ago 2004  | Anderson Mesa    | LONEOS            | —         | MPC                           |
| 190022            | 2004 PX58  | 9 ago 2004  | Socorro          | LINEAR            | —         | MPC                           |
| 190023            | 2004 PP83  | 10 ago 2004 | Socorro          | LINEAR            | —         | MPC                           |
| 190024            | 2004 PB102 | 11 ago 2004 | Palomar          | NEAT              | —         | MPC                           |
| 190025            | 2004 PO103 | 12 ago 2004 | Socorro          | LINEAR            | —         | MPC                           |
| 190026 Iskorosten | 2004 QJ    | 16 ago 2004 | Andrushivka      | Andrushivka Obs.  | —         | MPC                           |
| 190027            | 2004 QB13  | 21 ago 2004 | Siding Spring    | SSS               | —         | MPC                           |
| 190028            | 2004 QG14  | 19 ago 2004 | Socorro          | LINEAR            | —         | MPC                           |
| 190029            | 2004 QE17  | 25 ago 2004 | Socorro          | LINEAR            | —         | MPC                           |
| 190030            | 2004 RC1   | 3 set 2004  | Palomar          | NEAT              | —         | MPC                           |
| 190031            | 2004 RW17  | 7 set 2004  | Kitt Peak        | Spacewatch        | —         | MPC                           |
| 190032            | 2004 RG41  | 7 set 2004  | Kitt Peak        | Spacewatch        | —         | MPC                           |
| 190033            | 2004 RM54  | 8 set 2004  | Socorro          | LINEAR            | —         | MPC                           |
| 190034            | 2004 RZ61  | 8 set 2004  | Socorro          | LINEAR            | —         | MPC                           |
| 190035            | 2004 RY63  | 8 set 2004  | Socorro          | LINEAR            | —         | MPC                           |
| 190036            | 2004 RM75  | 8 set 2004  | Socorro          | LINEAR            | —         | MPC                           |
| 190037            | 2004 RF78  | 8 set 2004  | Socorro          | LINEAR            | —         | MPC                           |
| 190038            | 2004 RK88  | 7 set 2004  | Palomar          | NEAT              | —         | MPC                           |
| 190039            | 2004 RR88  | 8 set 2004  | Socorro          | LINEAR            | —         | MPC                           |
| 190040            | 2004 RY103 | 8 set 2004  | Palomar          | NEAT              | —         | MPC                           |
| 190041            | 2004 RO106 | 8 set 2004  | Palomar          | NEAT              | —         | MPC                           |
| 190042            | 2004 RW112 | 6 set 2004  | Socorro          | LINEAR            | —         | MPC                           |
| 190043            | 2004 RY112 | 6 set 2004  | Socorro          | LINEAR            | —         | MPC                           |
| 190044            | 2004 RB113 | 6 set 2004  | Socorro          | LINEAR            | —         | MPC                           |
| 190045            | 2004 RC124 | 7 set 2004  | Palomar          | NEAT              | —         | MPC                           |
| 190046            | 2004 RZ150 | 9 set 2004  | Socorro          | LINEAR            | —         | MPC                           |
| 190047            | 2004 RH152 | 10 set 2004 | Socorro          | LINEAR            | —         | MPC                           |
| 190048            | 2004 RU159 | 10 set 2004 | Socorro          | LINEAR            | —         | MPC                           |
| 190049            | 2004 RJ168 | 8 set 2004  | Socorro          | LINEAR            | —         | MPC                           |
| 190050            | 2004 RF171 | 9 set 2004  | Socorro          | LINEAR            | —         | MPC                           |
| 190051            | 2004 RL174 | 10 set 2004 | Socorro          | LINEAR            | —         | MPC                           |
| 190052            | 2004 RP181 | 10 set 2004 | Socorro          | LINEAR            | —         | MPC                           |
| 190053            | 2004 RH182 | 10 set 2004 | Socorro          | LINEAR            | —         | MPC                           |
| 190054            | 2004 RO200 | 10 set 2004 | Socorro          | LINEAR            | —         | MPC                           |
| 190055            | 2004 RK220 | 11 set 2004 | Socorro          | LINEAR            | —         | MPC                           |
| 190056            | 2004 RQ249 | 13 set 2004 | Kitt Peak        | Spacewatch        | —         | MPC                           |
| 190057 Nakagawa   | 2004 RR252 | 14 set 2004 | Nakagawa         | H. Hori, H. Maeno | —         | MPC                           |
| 190058            | 2004 RS257 | 9 set 2004  | Anderson Mesa    | LONEOS            | —         | MPC                           |
| 190059            | 2004 RW306 | 12 set 2004 | Socorro          | LINEAR            | —         | MPC                           |
| 190060            | 2004 RA307 | 12 set 2004 | Socorro          | LINEAR            | —         | MPC                           |
| 190061            | 2004 RP314 | 15 set 2004 | Kitt Peak        | Spacewatch        | —         | MPC                           |
| 190062            | 2004 RZ315 | 9 set 2004  | Socorro          | LINEAR            | —         | MPC                           |
| 190063            | 2004 RS318 | 12 set 2004 | Kitt Peak        | Spacewatch        | —         | MPC                           |
| 190064            | 2004 RU320 | 13 set 2004 | Socorro          | LINEAR            | —         | MPC                           |
| 190065            | 2004 RY320 | 13 set 2004 | Socorro          | LINEAR            | —         | MPC                           |
| 190066            | 2004 RV322 | 13 set 2004 | Socorro          | LINEAR            | —         | MPC                           |
| 190067            | 2004 RX327 | 14 set 2004 | Socorro          | LINEAR            | Phocaea   | MPC                           |
| 190068            | 2004 RR332 | 14 set 2004 | Palomar          | NEAT              | —         | MPC                           |
| 190069            | 2004 RU332 | 14 set 2004 | Palomar          | NEAT              | —         | MPC                           |
| 190070            | 2004 RL346 | 9 set 2004  | Socorro          | LINEAR            | —         | MPC                           |
| 190071            | 2004 SU16  | 17 set 2004 | Anderson Mesa    | LONEOS            | —         | MPC                           |
| 190072            | 2004 SW22  | 17 set 2004 | Kitt Peak        | Spacewatch        | —         | MPC                           |
| 190073            | 2004 SY44  | 18 set 2004 | Socorro          | LINEAR            | —         | MPC                           |
| 190074            | 2004 SO45  | 18 set 2004 | Socorro          | LINEAR            | —         | MPC                           |
| 190075            | 2004 SP56  | 16 set 2004 | Anderson Mesa    | LONEOS            | —         | MPC                           |
| 190076            | 2004 SK58  | 16 set 2004 | Anderson Mesa    | LONEOS            | —         | MPC                           |
| 190077            | 2004 TL11  | 4 out 2004  | Goodricke-Pigott | R. A. Tucker      | —         | MPC                           |
| 190078            | 2004 TL17  | 10 out 2004 | Socorro          | LINEAR            | —         | MPC                           |
| 190079            | 2004 TL21  | 3 out 2004  | Palomar          | NEAT              | —         | MPC                           |
| 190080            | 2004 TD38  | 4 out 2004  | Kitt Peak        | Spacewatch        | —         | MPC                           |
| 190081            | 2004 TB50  | 4 out 2004  | Kitt Peak        | Spacewatch        | —         | MPC                           |
| 190082            | 2004 TP51  | 4 out 2004  | Kitt Peak        | Spacewatch        | —         | MPC                           |
| 190083            | 2004 TB79  | 4 out 2004  | Anderson Mesa    | LONEOS            | Phocaea   | MPC                           |
| 190084            | 2004 TO83  | 5 out 2004  | Kitt Peak        | Spacewatch        | —         | MPC                           |
| 190085            | 2004 TQ110 | 7 out 2004  | Socorro          | LINEAR            | —         | MPC                           |
| 190086            | 2004 TW112 | 7 out 2004  | Palomar          | NEAT              | —         | MPC                           |
| 190087            | 2004 TR132 | 7 out 2004  | Socorro          | LINEAR            | —         | MPC                           |
| 190088            | 2004 TU133 | 7 out 2004  | Palomar          | NEAT              | Eos       | MPC                           |
| 190089            | 2004 TM135 | 8 out 2004  | Anderson Mesa    | LONEOS            | —         | MPC                           |
| 190090            | 2004 TN135 | 8 out 2004  | Anderson Mesa    | LONEOS            | —         | MPC                           |
| 190091            | 2004 TU135 | 8 out 2004  | Anderson Mesa    | LONEOS            | —         | MPC                           |
| 190092            | 2004 TO143 | 4 out 2004  | Kitt Peak        | Spacewatch        | —         | MPC                           |
| 190093            | 2004 TH148 | 6 out 2004  | Kitt Peak        | Spacewatch        | Ursula    | MPC                           |
| 190094            | 2004 TL161 | 6 out 2004  | Kitt Peak        | Spacewatch        | —         | MPC                           |
| 190095            | 2004 TR172 | 8 out 2004  | Socorro          | LINEAR            | —         | MPC                           |
| 190096            | 2004 TY192 | 7 out 2004  | Kitt Peak        | Spacewatch        | —         | MPC                           |
| 190097            | 2004 TY221 | 7 out 2004  | Socorro          | LINEAR            | —         | MPC                           |
| 190098            | 2004 TF227 | 8 out 2004  | Kitt Peak        | Spacewatch        | —         | MPC                           |
| 190099            | 2004 TA241 | 10 out 2004 | Socorro          | LINEAR            | —         | MPC                           |
| 190100            | 2004 TS260 | 9 out 2004  | Kitt Peak        | Spacewatch        | —         | MPC                           |

## 190101–190200
| Designação      | Designação | Descoberta  | Descoberta           | Descobridor(es)     | Categoria | Mais informações / Referência |
| Permanente      | Provisória | Data        | Local                | Descobridor(es)     | Categoria | Mais informações / Referência |
| --------------- | ---------- | ----------- | -------------------- | ------------------- | --------- | ----------------------------- |
| 190101          | 2004 TR264 | 9 out 2004  | Kitt Peak            | Spacewatch          | —         | MPC                           |
| 190102          | 2004 TK268 | 9 out 2004  | Kitt Peak            | Spacewatch          | —         | MPC                           |
| 190103          | 2004 TP285 | 8 out 2004  | Socorro              | LINEAR              | —         | MPC                           |
| 190104          | 2004 TU287 | 9 out 2004  | Socorro              | LINEAR              | —         | MPC                           |
| 190105          | 2004 TM290 | 10 out 2004 | Kitt Peak            | Spacewatch          | —         | MPC                           |
| 190106          | 2004 TV308 | 10 out 2004 | Socorro              | LINEAR              | —         | MPC                           |
| 190107          | 2004 TY333 | 9 out 2004  | Kitt Peak            | Spacewatch          | —         | MPC                           |
| 190108          | 2004 TQ345 | 14 out 2004 | Kitt Peak            | Spacewatch          | Themis    | MPC                           |
| 190109          | 2004 TX355 | 7 out 2004  | Socorro              | LINEAR              | —         | MPC                           |
| 190110          | 2004 TD356 | 10 out 2004 | Palomar              | NEAT                | —         | MPC                           |
| 190111          | 2004 TJ356 | 14 out 2004 | Anderson Mesa        | LONEOS              | —         | MPC                           |
| 190112          | 2004 TV366 | 10 out 2004 | Kitt Peak            | Spacewatch          | —         | MPC                           |
| 190113          | 2004 UX2   | 18 out 2004 | Socorro              | LINEAR              | —         | MPC                           |
| 190114          | 2004 VH12  | 3 nov 2004  | Catalina             | CSS                 | —         | MPC                           |
| 190115          | 2004 VY13  | 4 nov 2004  | Socorro              | LINEAR              | Phocaea   | MPC                           |
| 190116          | 2004 VU35  | 3 nov 2004  | Kitt Peak            | Spacewatch          | —         | MPC                           |
| 190117          | 2004 VB57  | 5 nov 2004  | Socorro              | LINEAR              | Pallas    | MPC                           |
| 190118          | 2004 VR60  | 10 nov 2004 | Wrightwood           | J. W. Young         | —         | MPC                           |
| 190119          | 2004 VA64  | 10 nov 2004 | Socorro              | LINEAR              | —         | MPC                           |
| 190120          | 2004 VS72  | 9 nov 2004  | Catalina             | CSS                 | —         | MPC                           |
| 190121          | 2004 WJ8   | 19 nov 2004 | Catalina             | CSS                 | —         | MPC                           |
| 190122          | 2004 WZ9   | 30 nov 2004 | Palomar              | NEAT                | —         | MPC                           |
| 190123          | 2004 XQ6   | 2 dez 2004  | Socorro              | LINEAR              | —         | MPC                           |
| 190124          | 2004 XR16  | 10 dez 2004 | Pla D'Arguines       | R. Ferrando         | —         | MPC                           |
| 190125          | 2004 XZ177 | 12 dez 2004 | Kitt Peak            | Spacewatch          | —         | MPC                           |
| 190126          | 2004 XY190 | 11 dez 2004 | Campo Imperatore     | CINEOS              | —         | MPC                           |
| 190127          | 2004 YY2   | 17 dez 2004 | Socorro              | LINEAR              | Brangane  | MPC                           |
| 190128          | 2004 YY30  | 18 dez 2004 | Socorro              | LINEAR              | —         | MPC                           |
| 190129          | 2005 CP4   | 1 fev 2005  | Kitt Peak            | Spacewatch          | —         | MPC                           |
| 190130          | 2005 CR25  | 4 fev 2005  | Antares              | ARO                 | —         | MPC                           |
| 190131          | 2005 CJ60  | 4 fev 2005  | Socorro              | LINEAR              | —         | MPC                           |
| 190132          | 2005 JY1   | 4 mai 2005  | Catalina             | CSS                 | Juno      | MPC                           |
| 190133          | 2005 LU35  | 11 jun 2005 | Kitt Peak            | Spacewatch          | Brangane  | MPC                           |
| 190134          | 2005 NF60  | 9 jul 2005  | Kitt Peak            | Spacewatch          | —         | MPC                           |
| 190135          | 2005 QE30  | 26 ago 2005 | Palomar              | NEAT                | —         | MPC                           |
| 190136          | 2005 QW50  | 26 ago 2005 | Palomar              | NEAT                | —         | MPC                           |
| 190137          | 2005 QM157 | 30 ago 2005 | Palomar              | NEAT                | —         | MPC                           |
| 190138          | 2005 RW27  | 10 set 2005 | Anderson Mesa        | LONEOS              | —         | MPC                           |
| 190139 Hansküng | 2005 RV32  | 14 set 2005 | Vallemare di Borbona | V. S. Casulli       | —         | MPC                           |
| 190140          | 2005 ST26  | 23 set 2005 | Kitt Peak            | Spacewatch          | —         | MPC                           |
| 190141          | 2005 SU63  | 26 set 2005 | Kitt Peak            | Spacewatch          | —         | MPC                           |
| 190142          | 2005 SX109 | 26 set 2005 | Kitt Peak            | Spacewatch          | —         | MPC                           |
| 190143          | 2005 SD130 | 29 set 2005 | Anderson Mesa        | LONEOS              | —         | MPC                           |
| 190144          | 2005 SR151 | 25 set 2005 | Kitt Peak            | Spacewatch          | —         | MPC                           |
| 190145          | 2005 SN164 | 27 set 2005 | Palomar              | NEAT                | —         | MPC                           |
| 190146          | 2005 SH174 | 29 set 2005 | Anderson Mesa        | LONEOS              | —         | MPC                           |
| 190147          | 2005 SA191 | 29 set 2005 | Anderson Mesa        | LONEOS              | —         | MPC                           |
| 190148          | 2005 SS197 | 30 set 2005 | Kitt Peak            | Spacewatch          | —         | MPC                           |
| 190149          | 2005 SU198 | 30 set 2005 | Mount Lemmon         | Mount Lemmon Survey | —         | MPC                           |
| 190150          | 2005 SM214 | 30 set 2005 | Catalina             | CSS                 | —         | MPC                           |
| 190151          | 2005 SR257 | 18 set 2005 | Palomar              | NEAT                | —         | MPC                           |
| 190152          | 2005 TG28  | 1 out 2005  | Anderson Mesa        | LONEOS              | —         | MPC                           |
| 190153          | 2005 TK45  | 3 out 2005  | Catalina             | CSS                 | —         | MPC                           |
| 190154          | 2005 TL83  | 3 out 2005  | Socorro              | LINEAR              | —         | MPC                           |
| 190155          | 2005 TW103 | 8 out 2005  | Socorro              | LINEAR              | —         | MPC                           |
| 190156          | 2005 TG105 | 8 out 2005  | Catalina             | CSS                 | —         | MPC                           |
| 190157          | 2005 TN106 | 10 out 2005 | Kitt Peak            | Spacewatch          | —         | MPC                           |
| 190158          | 2005 TR153 | 7 out 2005  | Socorro              | LINEAR              | —         | MPC                           |
| 190159          | 2005 TD173 | 13 out 2005 | Socorro              | LINEAR              | —         | MPC                           |
| 190160          | 2005 TE173 | 13 out 2005 | Socorro              | LINEAR              | —         | MPC                           |
| 190161          | 2005 TJ174 | 7 out 2005  | Socorro              | LINEAR              | —         | MPC                           |
| 190162          | 2005 UM45  | 22 out 2005 | Catalina             | CSS                 | —         | MPC                           |
| 190163          | 2005 UY54  | 23 out 2005 | Catalina             | CSS                 | —         | MPC                           |
| 190164          | 2005 UB60  | 25 out 2005 | Anderson Mesa        | LONEOS              | —         | MPC                           |
| 190165          | 2005 US115 | 23 out 2005 | Palomar              | NEAT                | —         | MPC                           |
| 190166          | 2005 UP156 | 31 out 2005 | Kitt Peak            | Spacewatch          | —         | MPC                           |
| 190167          | 2005 UW158 | 26 out 2005 | Gnosca               | S. Sposetti         | —         | MPC                           |
| 190168          | 2005 UE170 | 24 out 2005 | Kitt Peak            | Spacewatch          | —         | MPC                           |
| 190169          | 2005 UD190 | 27 out 2005 | Mount Lemmon         | Mount Lemmon Survey | Mitidika  | MPC                           |
| 190170          | 2005 UT215 | 25 out 2005 | Kitt Peak            | Spacewatch          | —         | MPC                           |
| 190171          | 2005 UA216 | 25 out 2005 | Kitt Peak            | Spacewatch          | —         | MPC                           |
| 190172          | 2005 UQ230 | 25 out 2005 | Catalina             | CSS                 | —         | MPC                           |
| 190173          | 2005 UJ354 | 29 out 2005 | Catalina             | CSS                 | —         | MPC                           |
| 190174          | 2005 UA364 | 27 out 2005 | Kitt Peak            | Spacewatch          | —         | MPC                           |
| 190175          | 2005 UR368 | 27 out 2005 | Kitt Peak            | Spacewatch          | —         | MPC                           |
| 190176          | 2005 UM390 | 29 out 2005 | Mount Lemmon         | Mount Lemmon Survey | —         | MPC                           |
| 190177          | 2005 UQ397 | 28 out 2005 | Catalina             | CSS                 | —         | MPC                           |
| 190178          | 2005 UQ411 | 31 out 2005 | Mount Lemmon         | Mount Lemmon Survey | —         | MPC                           |
| 190179          | 2005 UT411 | 31 out 2005 | Mount Lemmon         | Mount Lemmon Survey | —         | MPC                           |
| 190180          | 2005 UC478 | 27 out 2005 | Anderson Mesa        | LONEOS              | —         | MPC                           |
| 190181          | 2005 VM16  | 3 nov 2005  | Socorro              | LINEAR              | —         | MPC                           |
| 190182          | 2005 VZ42  | 4 nov 2005  | Kitt Peak            | Spacewatch          | —         | MPC                           |
| 190183          | 2005 VX73  | 1 nov 2005  | Mount Lemmon         | Mount Lemmon Survey | —         | MPC                           |
| 190184          | 2005 VT78  | 6 nov 2005  | Kitt Peak            | Spacewatch          | —         | MPC                           |
| 190185          | 2005 WO30  | 21 nov 2005 | Kitt Peak            | Spacewatch          | —         | MPC                           |
| 190186          | 2005 WM31  | 21 nov 2005 | Kitt Peak            | Spacewatch          | —         | MPC                           |
| 190187          | 2005 WB39  | 25 nov 2005 | Mount Lemmon         | Mount Lemmon Survey | —         | MPC                           |
| 190188          | 2005 WF73  | 25 nov 2005 | Catalina             | CSS                 | —         | MPC                           |
| 190189          | 2005 WA76  | 25 nov 2005 | Kitt Peak            | Spacewatch          | —         | MPC                           |
| 190190          | 2005 WD88  | 28 nov 2005 | Mount Lemmon         | Mount Lemmon Survey | —         | MPC                           |
| 190191          | 2005 WG103 | 26 nov 2005 | Catalina             | CSS                 | —         | MPC                           |
| 190192          | 2005 WJ147 | 25 nov 2005 | Catalina             | CSS                 | —         | MPC                           |
| 190193          | 2005 WM158 | 28 nov 2005 | Socorro              | LINEAR              | —         | MPC                           |
| 190194          | 2005 WF178 | 30 nov 2005 | Kitt Peak            | Spacewatch          | —         | MPC                           |
| 190195          | 2005 WT179 | 21 nov 2005 | Catalina             | CSS                 | —         | MPC                           |
| 190196          | 2005 XE27  | 4 dez 2005  | Kitt Peak            | Spacewatch          | —         | MPC                           |
| 190197          | 2005 XS29  | 7 dez 2005  | Socorro              | LINEAR              | —         | MPC                           |
| 190198          | 2005 XO84  | 9 dez 2005  | Socorro              | LINEAR              | —         | MPC                           |
| 190199          | 2005 YH111 | 25 dez 2005 | Kitt Peak            | Spacewatch          | —         | MPC                           |
| 190200          | 2005 YZ138 | 27 dez 2005 | Mount Lemmon         | Mount Lemmon Survey | —         | MPC                           |

## 190201–190300
| Designação        | Designação | Descoberta  | Descoberta             | Descobridor(es)            | Categoria | Mais informações / Referência |
| Permanente        | Provisória | Data        | Local                  | Descobridor(es)            | Categoria | Mais informações / Referência |
| ----------------- | ---------- | ----------- | ---------------------- | -------------------------- | --------- | ----------------------------- |
| 190201            | 2005 YX145 | 29 dez 2005 | Socorro                | LINEAR                     | —         | MPC                           |
| 190202            | 2005 YS155 | 25 dez 2005 | Anderson Mesa          | LONEOS                     | —         | MPC                           |
| 190203            | 2005 YA158 | 27 dez 2005 | Kitt Peak              | Spacewatch                 | —         | MPC                           |
| 190204            | 2005 YV163 | 28 dez 2005 | Palomar                | NEAT                       | —         | MPC                           |
| 190205            | 2005 YP207 | 28 dez 2005 | Kitt Peak              | Spacewatch                 | —         | MPC                           |
| 190206            | 2005 YC233 | 28 dez 2005 | Kitt Peak              | Spacewatch                 | —         | MPC                           |
| 190207            | 2005 YF269 | 25 dez 2005 | Mount Lemmon           | Mount Lemmon Survey        | Eos       | MPC                           |
| 190208            | 2006 AQ    | 2 jan 2006  | Mauna Kea              | D. J. Tholen               | —         | MPC                           |
| 190209            | 2006 AA21  | 5 jan 2006  | Catalina               | CSS                        | —         | MPC                           |
| 190210            | 2006 AS66  | 9 jan 2006  | Kitt Peak              | Spacewatch                 | —         | MPC                           |
| 190211            | 2006 BY20  | 22 jan 2006 | Mount Lemmon           | Mount Lemmon Survey        | Brangane  | MPC                           |
| 190212            | 2006 BY45  | 23 jan 2006 | Mount Lemmon           | Mount Lemmon Survey        | —         | MPC                           |
| 190213            | 2006 BL66  | 23 jan 2006 | Kitt Peak              | Spacewatch                 | —         | MPC                           |
| 190214            | 2006 BQ90  | 25 jan 2006 | Kitt Peak              | Spacewatch                 | —         | MPC                           |
| 190215            | 2006 BR92  | 26 jan 2006 | Mount Lemmon           | Mount Lemmon Survey        | —         | MPC                           |
| 190216            | 2006 BD114 | 25 jan 2006 | Kitt Peak              | Spacewatch                 | —         | MPC                           |
| 190217            | 2006 BY209 | 31 jan 2006 | Kitt Peak              | Spacewatch                 | —         | MPC                           |
| 190218            | 2006 BV223 | 30 jan 2006 | Kitt Peak              | Spacewatch                 | —         | MPC                           |
| 190219            | 2006 CG53  | 4 fev 2006  | Kitt Peak              | Spacewatch                 | —         | MPC                           |
| 190220            | 2006 CC54  | 4 fev 2006  | Catalina               | CSS                        | —         | MPC                           |
| 190221            | 2006 DM12  | 21 fev 2006 | Mount Lemmon           | Mount Lemmon Survey        | —         | MPC                           |
| 190222            | 2006 DE34  | 20 fev 2006 | Kitt Peak              | Spacewatch                 | —         | MPC                           |
| 190223            | 2006 DA35  | 20 fev 2006 | Kitt Peak              | Spacewatch                 | —         | MPC                           |
| 190224            | 2006 DW66  | 22 fev 2006 | Anderson Mesa          | LONEOS                     | —         | MPC                           |
| 190225            | 2006 DA82  | 24 fev 2006 | Kitt Peak              | Spacewatch                 | —         | MPC                           |
| 190226            | 2006 DL120 | 21 fev 2006 | Catalina               | CSS                        | Brangane  | MPC                           |
| 190227            | 2006 DV201 | 20 fev 2006 | Socorro                | LINEAR                     | —         | MPC                           |
| 190228            | 2006 EB10  | 2 mar 2006  | Kitt Peak              | Spacewatch                 | —         | MPC                           |
| 190229            | 2006 OO5   | 19 jul 2006 | Palomar                | NEAT                       | Vesta     | MPC                           |
| 190230            | 2006 TD104 | 15 out 2006 | Kitt Peak              | Spacewatch                 | —         | MPC                           |
| 190231            | 2006 UC143 | 19 out 2006 | Kitt Peak              | Spacewatch                 | —         | MPC                           |
| 190232            | 2006 VF54  | 11 nov 2006 | Kitt Peak              | Spacewatch                 | —         | MPC                           |
| 190233            | 2007 AK2   | 1 jan 2007  | Palomar                | NEAT                       | Juno      | MPC                           |
| 190234            | 2007 BW6   | 17 jan 2007 | Kitt Peak              | Spacewatch                 | —         | MPC                           |
| 190235            | 2007 BL74  | 17 jan 2007 | Kitt Peak              | Spacewatch                 | —         | MPC                           |
| 190236            | 2007 BF78  | 27 jan 2007 | Kitt Peak              | Spacewatch                 | —         | MPC                           |
| 190237            | 2007 DM10  | 17 fev 2007 | Kitt Peak              | Spacewatch                 | —         | MPC                           |
| 190238            | 2007 DL43  | 17 fev 2007 | Catalina               | CSS                        | —         | MPC                           |
| 190239            | 2007 DT44  | 17 fev 2007 | Catalina               | CSS                        | —         | MPC                           |
| 190240            | 2007 DP52  | 19 fev 2007 | Mount Lemmon           | Mount Lemmon Survey        | Koronis   | MPC                           |
| 190241            | 2007 DS57  | 21 fev 2007 | Mount Lemmon           | Mount Lemmon Survey        | —         | MPC                           |
| 190242            | 2007 DA60  | 21 fev 2007 | Kitt Peak              | Spacewatch                 | —         | MPC                           |
| 190243            | 2007 EJ36  | 11 mar 2007 | Anderson Mesa          | LONEOS                     | —         | MPC                           |
| 190244            | 2007 EZ67  | 10 mar 2007 | Kitt Peak              | Spacewatch                 | —         | MPC                           |
| 190245            | 2007 EW74  | 10 mar 2007 | Kitt Peak              | Spacewatch                 | —         | MPC                           |
| 190246            | 2007 EN139 | 12 mar 2007 | Kitt Peak              | Spacewatch                 | —         | MPC                           |
| 190247            | 2007 EG173 | 14 mar 2007 | Kitt Peak              | Spacewatch                 | —         | MPC                           |
| 190248            | 2007 EJ182 | 14 mar 2007 | Kitt Peak              | Spacewatch                 | Ursula    | MPC                           |
| 190249            | 2007 ED200 | 11 mar 2007 | Kitt Peak              | Spacewatch                 | —         | MPC                           |
| 190250            | 2007 EZ217 | 9 mar 2007  | Mount Lemmon           | Mount Lemmon Survey        | —         | MPC                           |
| 190251            | 2007 GL    | 7 abr 2007  | Mount Lemmon           | Mount Lemmon Survey        | Ursula    | MPC                           |
| 190252            | 2007 GA33  | 11 abr 2007 | Kitt Peak              | Spacewatch                 | —         | MPC                           |
| 190253            | 2007 GX33  | 11 abr 2007 | Siding Spring          | SSS                        | —         | MPC                           |
| 190254            | 2007 GR44  | 14 abr 2007 | Kitt Peak              | Spacewatch                 | —         | MPC                           |
| 190255            | 2007 HG    | 16 abr 2007 | 7300 Observatory       | W. K. Y. Yeung             | —         | MPC                           |
| 190256            | 2007 HV32  | 19 abr 2007 | Kitt Peak              | Spacewatch                 | Ursula    | MPC                           |
| 190257            | 2007 HP40  | 20 abr 2007 | Kitt Peak              | Spacewatch                 | —         | MPC                           |
| 190258            | 2007 HC67  | 22 abr 2007 | Mount Lemmon           | Mount Lemmon Survey        | —         | MPC                           |
| 190259            | 2007 JX6   | 9 mai 2007  | Mount Lemmon           | Mount Lemmon Survey        | —         | MPC                           |
| 190260            | 2007 JM12  | 7 mai 2007  | Catalina               | CSS                        | —         | MPC                           |
| 190261            | 2007 JV44  | 10 mai 2007 | Mount Lemmon           | Mount Lemmon Survey        | —         | MPC                           |
| 190262            | 2007 LA37  | 12 jun 2007 | Kitt Peak              | Spacewatch                 | —         | MPC                           |
| 190263            | 2007 MF4   | 16 jun 2007 | Kitt Peak              | Spacewatch                 | Brangane  | MPC                           |
| 190264            | 2007 NE2   | 7 jul 2007  | Marly                  | P. Kocher                  | Vesta     | MPC                           |
| 190265            | 2007 TC149 | 8 out 2007  | Socorro                | LINEAR                     | —         | MPC                           |
| 190266            | 2007 UU32  | 19 out 2007 | Mount Lemmon           | Mount Lemmon Survey        | —         | MPC                           |
| 190267            | 2007 VL6   | 3 nov 2007  | Mount Lemmon           | Mount Lemmon Survey        | Vesta     | MPC                           |
| 190268            | 2007 XU3   | 5 dez 2007  | Catalina               | CSS                        | Vesta     | MPC                           |
| 190269            | 2008 EL64  | 9 mar 2008  | Mount Lemmon           | Mount Lemmon Survey        | —         | MPC                           |
| 190270            | 2008 FM101 | 30 mar 2008 | Kitt Peak              | Spacewatch                 | —         | MPC                           |
| 190271            | 2008 HG5   | 24 abr 2008 | Kitt Peak              | Spacewatch                 | —         | MPC                           |
| 190272            | 2008 NO2   | 9 jul 2008  | OAM                    | Mallorca Obs.              | —         | MPC                           |
| 190273            | 2822 P-L   | 24 set 1960 | Palomar                | PLS                        | —         | MPC                           |
| 190274            | 3117 P-L   | 24 set 1960 | Palomar                | PLS                        | —         | MPC                           |
| 190275            | 4275 P-L   | 24 set 1960 | Palomar                | PLS                        | —         | MPC                           |
| 190276            | 4548 P-L   | 24 set 1960 | Palomar                | PLS                        | —         | MPC                           |
| 190277            | 6227 P-L   | 24 set 1960 | Palomar                | PLS                        | —         | MPC                           |
| 190278            | 2217 T-2   | 29 set 1973 | Palomar                | PLS                        | —         | MPC                           |
| 190279            | 5143 T-2   | 25 set 1973 | Palomar                | PLS                        | —         | MPC                           |
| 190280            | 2142 T-3   | 16 out 1977 | Palomar                | PLS                        | —         | MPC                           |
| 190281            | 3525 T-3   | 16 out 1977 | Palomar                | PLS                        | —         | MPC                           |
| 190282            | 1989 UQ3   | 26 out 1989 | Palomar                | E. F. Helin                | —         | MPC                           |
| 190283 Schielicke | 1991 RE3   | 12 set 1991 | Tautenburg Observatory | F. Börngen, L. D. Schmadel | —         | MPC                           |
| 190284            | 1991 TN16  | 6 out 1991  | Palomar                | A. Lowe                    | —         | MPC                           |
| 190285            | 1993 FH8   | 17 mar 1993 | La Silla               | UESAC                      | —         | MPC                           |
| 190286            | 1993 FV9   | 17 mar 1993 | La Silla               | UESAC                      | —         | MPC                           |
| 190287            | 1993 FR54  | 17 mar 1993 | La Silla               | UESAC                      | —         | MPC                           |
| 190288            | 1994 PG12  | 10 ago 1994 | La Silla               | E. W. Elst                 | —         | MPC                           |
| 190289            | 1994 PR15  | 10 ago 1994 | La Silla               | E. W. Elst                 | —         | MPC                           |
| 190290            | 1994 SZ    | 27 set 1994 | Kitt Peak              | Spacewatch                 | —         | MPC                           |
| 190291            | 1995 OD6   | 22 jul 1995 | Kitt Peak              | Spacewatch                 | —         | MPC                           |
| 190292            | 1995 OO7   | 24 jul 1995 | Kitt Peak              | Spacewatch                 | Eos       | MPC                           |
| 190293            | 1995 OU10  | 22 jul 1995 | Kitt Peak              | Spacewatch                 | Phocaea   | MPC                           |
| 190294            | 1995 QC6   | 22 ago 1995 | Kitt Peak              | Spacewatch                 | Vesta     | MPC                           |
| 190295            | 1995 SQ27  | 19 set 1995 | Kitt Peak              | Spacewatch                 | —         | MPC                           |
| 190296            | 1995 SG46  | 26 set 1995 | Kitt Peak              | Spacewatch                 | —         | MPC                           |
| 190297            | 1995 UL43  | 24 out 1995 | Kitt Peak              | Spacewatch                 | Eos       | MPC                           |
| 190298            | 1995 WW33  | 20 nov 1995 | Kitt Peak              | Spacewatch                 | —         | MPC                           |
| 190299            | 1996 AK3   | 13 jan 1996 | Kiso                   | Kiso Obs.                  | —         | MPC                           |
| 190300            | 1996 RV    | 10 set 1996 | Haleakalā              | NEAT                       | —         | MPC                           |

## 190301–190400
| Designação       | Designação | Descoberta  | Descoberta     | Descobridor(es)       | Categoria | Mais informações / Referência |
| Permanente       | Provisória | Data        | Local          | Descobridor(es)       | Categoria | Mais informações / Referência |
| ---------------- | ---------- | ----------- | -------------- | --------------------- | --------- | ----------------------------- |
| 190301           | 1996 RA14  | 8 set 1996  | Kitt Peak      | Spacewatch            | Vesta     | MPC                           |
| 190302           | 1996 XE21  | 7 dez 1996  | Kitt Peak      | Spacewatch            | —         | MPC                           |
| 190303           | 1997 AH10  | 9 jan 1997  | Kitt Peak      | Spacewatch            | —         | MPC                           |
| 190304           | 1997 EP4   | 2 mar 1997  | Kitt Peak      | Spacewatch            | Themis    | MPC                           |
| 190305           | 1997 LJ1   | 1 jun 1997  | Kitt Peak      | Spacewatch            | —         | MPC                           |
| 190306           | 1997 MB6   | 26 jun 1997 | Kitt Peak      | Spacewatch            | —         | MPC                           |
| 190307           | 1997 RA13  | 6 set 1997  | Caussols       | ODAS                  | Ursula    | MPC                           |
| 190308           | 1997 SZ5   | 23 set 1997 | Kitt Peak      | Spacewatch            | —         | MPC                           |
| 190309           | 1997 SX13  | 28 set 1997 | Kitt Peak      | Spacewatch            | Vesta     | MPC                           |
| 190310 De Martin | 1997 TW    | 2 out 1997  | Sormano        | V. Giuliani           | —         | MPC                           |
| 190311           | 1997 TM2   | 3 out 1997  | Caussols       | ODAS                  | Vesta     | MPC                           |
| 190312           | 1997 TK27  | 3 out 1997  | Caussols       | ODAS                  | —         | MPC                           |
| 190313           | 1997 UP12  | 23 out 1997 | Kitt Peak      | Spacewatch            | Mitidika  | MPC                           |
| 190314           | 1997 VU1   | 1 nov 1997  | Ondřejov       | P. Pravec, L. Kotková | —         | MPC                           |
| 190315           | 1997 VY4   | 5 nov 1997  | Nachi-Katsuura | Y. Shimizu, T. Urata  | —         | MPC                           |
| 190316           | 1997 WC22  | 28 nov 1997 | Xinglong       | SCAP                  | —         | MPC                           |
| 190317           | 1997 XU13  | 4 dez 1997  | La Silla       | UDTS                  | —         | MPC                           |
| 190318           | 1998 DN24  | 22 fev 1998 | Kitt Peak      | Spacewatch            | —         | MPC                           |
| 190319           | 1998 FN29  | 20 mar 1998 | Socorro        | LINEAR                | —         | MPC                           |
| 190320           | 1998 HD33  | 20 abr 1998 | Socorro        | LINEAR                | —         | MPC                           |
| 190321           | 1998 HH42  | 24 abr 1998 | Kitt Peak      | Spacewatch            | —         | MPC                           |
| 190322           | 1998 HZ83  | 21 abr 1998 | Socorro        | LINEAR                | —         | MPC                           |
| 190323           | 1998 KR5   | 19 mai 1998 | Kitt Peak      | Spacewatch            | —         | MPC                           |
| 190324           | 1998 OC13  | 26 jul 1998 | La Silla       | E. W. Elst            | —         | MPC                           |
| 190325           | 1998 QQ60  | 27 ago 1998 | Ondřejov       | L. Kotková            | —         | MPC                           |
| 190326           | 1998 QD69  | 24 ago 1998 | Socorro        | LINEAR                | —         | MPC                           |
| 190327           | 1998 QE85  | 24 ago 1998 | Socorro        | LINEAR                | —         | MPC                           |
| 190328           | 1998 RA12  | 13 set 1998 | Kitt Peak      | Spacewatch            | —         | MPC                           |
| 190329           | 1998 RK14  | 14 set 1998 | Kitt Peak      | Spacewatch            | —         | MPC                           |
| 190330           | 1998 RO25  | 14 set 1998 | Socorro        | LINEAR                | —         | MPC                           |
| 190331           | 1998 RL41  | 14 set 1998 | Socorro        | LINEAR                | —         | MPC                           |
| 190332           | 1998 RC60  | 14 set 1998 | Socorro        | LINEAR                | —         | MPC                           |
| 190333 Jirous    | 1998 SX14  | 23 set 1998 | Kleť           | M. Tichý              | —         | MPC                           |
| 190334           | 1998 SM59  | 17 set 1998 | Anderson Mesa  | LONEOS                | —         | MPC                           |
| 190335           | 1998 SJ76  | 19 set 1998 | Socorro        | LINEAR                | —         | MPC                           |
| 190336           | 1998 SD83  | 26 set 1998 | Socorro        | LINEAR                | —         | MPC                           |
| 190337           | 1998 SS96  | 26 set 1998 | Socorro        | LINEAR                | —         | MPC                           |
| 190338           | 1998 SZ108 | 26 set 1998 | Socorro        | LINEAR                | —         | MPC                           |
| 190339           | 1998 SC117 | 26 set 1998 | Socorro        | LINEAR                | —         | MPC                           |
| 190340           | 1998 SX168 | 18 set 1998 | Anderson Mesa  | LONEOS                | —         | MPC                           |
| 190341           | 1998 TS15  | 15 out 1998 | Caussols       | ODAS                  | —         | MPC                           |
| 190342           | 1998 TJ20  | 13 out 1998 | Kitt Peak      | Spacewatch            | —         | MPC                           |
| 190343           | 1998 TZ24  | 14 out 1998 | Kitt Peak      | Spacewatch            | Brangane  | MPC                           |
| 190344           | 1998 TO29  | 15 out 1998 | Kitt Peak      | Spacewatch            | —         | MPC                           |
| 190345           | 1998 UR14  | 23 out 1998 | Kitt Peak      | Spacewatch            | —         | MPC                           |
| 190346           | 1998 UG33  | 28 out 1998 | Socorro        | LINEAR                | —         | MPC                           |
| 190347           | 1998 VD19  | 10 nov 1998 | Socorro        | LINEAR                | —         | MPC                           |
| 190348           | 1998 VE28  | 10 nov 1998 | Socorro        | LINEAR                | —         | MPC                           |
| 190349           | 1998 WL7   | 23 nov 1998 | Socorro        | LINEAR                | —         | MPC                           |
| 190350           | 1998 WD28  | 18 nov 1998 | Kitt Peak      | Spacewatch            | —         | MPC                           |
| 190351           | 1998 XV1   | 7 dez 1998  | Caussols       | ODAS                  | Vesta     | MPC                           |
| 190352           | 1998 XC23  | 11 dez 1998 | Kitt Peak      | Spacewatch            | Vesta     | MPC                           |
| 190353           | 1998 XK99  | 15 dez 1998 | Caussols       | ODAS                  | Vesta     | MPC                           |
| 190354           | 1998 YC20  | 25 dez 1998 | Kitt Peak      | Spacewatch            | —         | MPC                           |
| 190355           | 1999 AR6   | 9 jan 1999  | Farra d'Isonzo | Farra d'Isonzo        | —         | MPC                           |
| 190356           | 1999 BY28  | 18 jan 1999 | Kitt Peak      | Spacewatch            | —         | MPC                           |
| 190357           | 1999 CG11  | 12 fev 1999 | Socorro        | LINEAR                | —         | MPC                           |
| 190358           | 1999 CC147 | 9 fev 1999  | Kitt Peak      | Spacewatch            | —         | MPC                           |
| 190359           | 1999 FJ3   | 19 mar 1999 | Socorro        | LINEAR                | —         | MPC                           |
| 190360           | 1999 FL70  | 20 mar 1999 | Apache Point   | SDSS                  | Mitidika  | MPC                           |
| 190361           | 1999 FM82  | 20 mar 1999 | Apache Point   | SDSS                  | —         | MPC                           |
| 190362           | 1999 JX99  | 12 mai 1999 | Socorro        | LINEAR                | Meliboea  | MPC                           |
| 190363           | 1999 JL134 | 15 mai 1999 | Catalina       | CSS                   | Phocaea   | MPC                           |
| 190364           | 1999 LJ4   | 10 jun 1999 | Socorro        | LINEAR                | —         | MPC                           |
| 190365           | 1999 RS23  | 7 set 1999  | Socorro        | LINEAR                | —         | MPC                           |
| 190366           | 1999 RW39  | 12 set 1999 | Catalina       | CSS                   | —         | MPC                           |
| 190367           | 1999 RE54  | 7 set 1999  | Socorro        | LINEAR                | —         | MPC                           |
| 190368           | 1999 RR56  | 11 set 1999 | Socorro        | LINEAR                | —         | MPC                           |
| 190369           | 1999 RT72  | 7 set 1999  | Socorro        | LINEAR                | —         | MPC                           |
| 190370           | 1999 RZ78  | 7 set 1999  | Socorro        | LINEAR                | —         | MPC                           |
| 190371           | 1999 RX81  | 7 set 1999  | Socorro        | LINEAR                | —         | MPC                           |
| 190372           | 1999 RW82  | 7 set 1999  | Socorro        | LINEAR                | —         | MPC                           |
| 190373           | 1999 RY84  | 7 set 1999  | Socorro        | LINEAR                | —         | MPC                           |
| 190374           | 1999 RG86  | 7 set 1999  | Socorro        | LINEAR                | —         | MPC                           |
| 190375           | 1999 RY98  | 7 set 1999  | Socorro        | LINEAR                | —         | MPC                           |
| 190376           | 1999 RE104 | 8 set 1999  | Socorro        | LINEAR                | —         | MPC                           |
| 190377           | 1999 RE107 | 8 set 1999  | Socorro        | LINEAR                | —         | MPC                           |
| 190378           | 1999 RN108 | 8 set 1999  | Socorro        | LINEAR                | —         | MPC                           |
| 190379           | 1999 RQ123 | 9 set 1999  | Socorro        | LINEAR                | —         | MPC                           |
| 190380           | 1999 RS123 | 9 set 1999  | Socorro        | LINEAR                | —         | MPC                           |
| 190381           | 1999 RJ132 | 9 set 1999  | Socorro        | LINEAR                | —         | MPC                           |
| 190382           | 1999 RY134 | 9 set 1999  | Socorro        | LINEAR                | —         | MPC                           |
| 190383           | 1999 RN151 | 9 set 1999  | Socorro        | LINEAR                | —         | MPC                           |
| 190384           | 1999 RZ181 | 9 set 1999  | Socorro        | LINEAR                | Eos       | MPC                           |
| 190385           | 1999 RP202 | 8 set 1999  | Socorro        | LINEAR                | —         | MPC                           |
| 190386           | 1999 RU202 | 8 set 1999  | Socorro        | LINEAR                | —         | MPC                           |
| 190387           | 1999 RL209 | 8 set 1999  | Socorro        | LINEAR                | —         | MPC                           |
| 190388           | 1999 RW247 | 5 set 1999  | Kitt Peak      | Spacewatch            | —         | MPC                           |
| 190389           | 1999 SC15  | 29 set 1999 | Catalina       | CSS                   | —         | MPC                           |
| 190390           | 1999 TD60  | 7 out 1999  | Kitt Peak      | Spacewatch            | —         | MPC                           |
| 190391           | 1999 TL77  | 10 out 1999 | Kitt Peak      | Spacewatch            | —         | MPC                           |
| 190392           | 1999 TL82  | 12 out 1999 | Kitt Peak      | Spacewatch            | —         | MPC                           |
| 190393           | 1999 TO101 | 2 out 1999  | Socorro        | LINEAR                | —         | MPC                           |
| 190394           | 1999 TS108 | 4 out 1999  | Socorro        | LINEAR                | —         | MPC                           |
| 190395           | 1999 TR109 | 4 out 1999  | Socorro        | LINEAR                | —         | MPC                           |
| 190396           | 1999 TZ124 | 4 out 1999  | Socorro        | LINEAR                | Eos       | MPC                           |
| 190397           | 1999 TZ138 | 6 out 1999  | Socorro        | LINEAR                | —         | MPC                           |
| 190398           | 1999 TE142 | 7 out 1999  | Socorro        | LINEAR                | —         | MPC                           |
| 190399           | 1999 TQ144 | 7 out 1999  | Socorro        | LINEAR                | —         | MPC                           |
| 190400           | 1999 TG145 | 7 out 1999  | Socorro        | LINEAR                | —         | MPC                           |

## 190401–190500
| Designação | Designação | Descoberta  | Descoberta          | Descobridor(es)  | Categoria | Mais informações / Referência |
| Permanente | Provisória | Data        | Local               | Descobridor(es)  | Categoria | Mais informações / Referência |
| ---------- | ---------- | ----------- | ------------------- | ---------------- | --------- | ----------------------------- |
| 190401     | 1999 TL145 | 7 out 1999  | Socorro             | LINEAR           | —         | MPC                           |
| 190402     | 1999 TK168 | 10 out 1999 | Socorro             | LINEAR           | —         | MPC                           |
| 190403     | 1999 TV191 | 12 out 1999 | Socorro             | LINEAR           | —         | MPC                           |
| 190404     | 1999 TA192 | 12 out 1999 | Socorro             | LINEAR           | —         | MPC                           |
| 190405     | 1999 TF193 | 12 out 1999 | Socorro             | LINEAR           | —         | MPC                           |
| 190406     | 1999 TR194 | 12 out 1999 | Socorro             | LINEAR           | —         | MPC                           |
| 190407     | 1999 TK231 | 5 out 1999  | Catalina            | CSS              | Eos       | MPC                           |
| 190408     | 1999 TM245 | 7 out 1999  | Catalina            | CSS              | —         | MPC                           |
| 190409     | 1999 TR246 | 6 out 1999  | Socorro             | LINEAR           | —         | MPC                           |
| 190410     | 1999 TX253 | 11 out 1999 | Kitt Peak           | Spacewatch       | —         | MPC                           |
| 190411     | 1999 TF254 | 12 out 1999 | Kitt Peak           | Spacewatch       | —         | MPC                           |
| 190412     | 1999 TN267 | 3 out 1999  | Socorro             | LINEAR           | —         | MPC                           |
| 190413     | 1999 TN284 | 9 out 1999  | Socorro             | LINEAR           | —         | MPC                           |
| 190414     | 1999 TF319 | 9 out 1999  | Socorro             | LINEAR           | —         | MPC                           |
| 190415     | 1999 UP1   | 17 out 1999 | Heppenheim          | Starkenburg Obs. | —         | MPC                           |
| 190416     | 1999 UH8   | 29 out 1999 | Catalina            | CSS              | —         | MPC                           |
| 190417     | 1999 UU12  | 29 out 1999 | Catalina            | CSS              | —         | MPC                           |
| 190418     | 1999 UO35  | 31 out 1999 | Catalina            | CSS              | —         | MPC                           |
| 190419     | 1999 VO54  | 4 nov 1999  | Socorro             | LINEAR           | —         | MPC                           |
| 190420     | 1999 VZ70  | 4 nov 1999  | Socorro             | LINEAR           | —         | MPC                           |
| 190421     | 1999 VN79  | 4 nov 1999  | Socorro             | LINEAR           | —         | MPC                           |
| 190422     | 1999 VG92  | 9 nov 1999  | Socorro             | LINEAR           | —         | MPC                           |
| 190423     | 1999 VZ107 | 9 nov 1999  | Socorro             | LINEAR           | —         | MPC                           |
| 190424     | 1999 VA114 | 9 nov 1999  | Catalina            | CSS              | —         | MPC                           |
| 190425     | 1999 VM137 | 12 nov 1999 | Socorro             | LINEAR           | —         | MPC                           |
| 190426     | 1999 VW138 | 9 nov 1999  | Kitt Peak           | Spacewatch       | —         | MPC                           |
| 190427     | 1999 VV150 | 14 nov 1999 | Socorro             | LINEAR           | —         | MPC                           |
| 190428     | 1999 VS159 | 14 nov 1999 | Socorro             | LINEAR           | —         | MPC                           |
| 190429     | 1999 VB180 | 6 nov 1999  | Socorro             | LINEAR           | —         | MPC                           |
| 190430     | 1999 VB189 | 15 nov 1999 | Socorro             | LINEAR           | —         | MPC                           |
| 190431     | 1999 VZ194 | 3 nov 1999  | Socorro             | LINEAR           | Phocaea   | MPC                           |
| 190432     | 1999 WO17  | 30 nov 1999 | Kitt Peak           | Spacewatch       | —         | MPC                           |
| 190433     | 1999 XC59  | 7 dez 1999  | Socorro             | LINEAR           | —         | MPC                           |
| 190434     | 1999 XX78  | 7 dez 1999  | Socorro             | LINEAR           | —         | MPC                           |
| 190435     | 1999 XN146 | 7 dez 1999  | Kitt Peak           | Spacewatch       | —         | MPC                           |
| 190436     | 1999 XT181 | 12 dez 1999 | Socorro             | LINEAR           | —         | MPC                           |
| 190437     | 1999 XS182 | 12 dez 1999 | Socorro             | LINEAR           | Eos       | MPC                           |
| 190438     | 1999 XD193 | 12 dez 1999 | Socorro             | LINEAR           | —         | MPC                           |
| 190439     | 1999 XQ203 | 12 dez 1999 | Socorro             | LINEAR           | —         | MPC                           |
| 190440     | 1999 XV217 | 13 dez 1999 | Kitt Peak           | Spacewatch       | —         | MPC                           |
| 190441     | 1999 XB220 | 12 dez 1999 | Socorro             | LINEAR           | —         | MPC                           |
| 190442     | 1999 XE225 | 13 dez 1999 | Kitt Peak           | Spacewatch       | Vesta     | MPC                           |
| 190443     | 1999 XS246 | 5 dez 1999  | Kitt Peak           | Spacewatch       | —         | MPC                           |
| 190444     | 1999 YM9   | 31 dez 1999 | Oizumi              | T. Kobayashi     | —         | MPC                           |
| 190445     | 1999 YB10  | 27 dez 1999 | Kitt Peak           | Spacewatch       | Themis    | MPC                           |
| 190446     | 2000 AL8   | 2 jan 2000  | Socorro             | LINEAR           | Vesta     | MPC                           |
| 190447     | 2000 AR11  | 3 jan 2000  | Socorro             | LINEAR           | —         | MPC                           |
| 190448     | 2000 AO35  | 3 jan 2000  | Socorro             | LINEAR           | —         | MPC                           |
| 190449     | 2000 AO52  | 4 jan 2000  | Socorro             | LINEAR           | —         | MPC                           |
| 190450     | 2000 AZ78  | 5 jan 2000  | Socorro             | LINEAR           | —         | MPC                           |
| 190451     | 2000 AX146 | 7 jan 2000  | Socorro             | LINEAR           | —         | MPC                           |
| 190452     | 2000 AS211 | 5 jan 2000  | Kitt Peak           | Spacewatch       | —         | MPC                           |
| 190453     | 2000 AQ235 | 5 jan 2000  | Socorro             | LINEAR           | —         | MPC                           |
| 190454     | 2000 BR12  | 28 jan 2000 | Kitt Peak           | Spacewatch       | —         | MPC                           |
| 190455     | 2000 BU13  | 29 jan 2000 | Kitt Peak           | Spacewatch       | —         | MPC                           |
| 190456     | 2000 BC32  | 30 jan 2000 | Catalina            | CSS              | —         | MPC                           |
| 190457     | 2000 BR32  | 28 jan 2000 | Kitt Peak           | Spacewatch       | Brangane  | MPC                           |
| 190458     | 2000 BG40  | 29 jan 2000 | Kitt Peak           | Spacewatch       | Vesta     | MPC                           |
| 190459     | 2000 CN7   | 2 fev 2000  | Socorro             | LINEAR           | Brangane  | MPC                           |
| 190460     | 2000 CO9   | 2 fev 2000  | Socorro             | LINEAR           | —         | MPC                           |
| 190461     | 2000 CP39  | 3 fev 2000  | Višnjan Observatory | K. Korlević      | —         | MPC                           |
| 190462     | 2000 CY41  | 2 fev 2000  | Socorro             | LINEAR           | —         | MPC                           |
| 190463     | 2000 CE57  | 5 fev 2000  | Socorro             | LINEAR           | Eos       | MPC                           |
| 190464     | 2000 CU59  | 2 fev 2000  | Socorro             | LINEAR           | —         | MPC                           |
| 190465     | 2000 CS78  | 8 fev 2000  | Kitt Peak           | Spacewatch       | —         | MPC                           |
| 190466     | 2000 CH102 | 2 fev 2000  | Socorro             | LINEAR           | —         | MPC                           |
| 190467     | 2000 CP111 | 6 fev 2000  | Catalina            | CSS              | —         | MPC                           |
| 190468     | 2000 CQ138 | 5 fev 2000  | Kitt Peak           | Spacewatch       | —         | MPC                           |
| 190469     | 2000 DC10  | 26 fev 2000 | Kitt Peak           | Spacewatch       | —         | MPC                           |
| 190470     | 2000 DX10  | 26 fev 2000 | Kitt Peak           | Spacewatch       | —         | MPC                           |
| 190471     | 2000 DG27  | 29 fev 2000 | Socorro             | LINEAR           | —         | MPC                           |
| 190472     | 2000 DF44  | 29 fev 2000 | Socorro             | LINEAR           | —         | MPC                           |
| 190473     | 2000 DT46  | 29 fev 2000 | Socorro             | LINEAR           | —         | MPC                           |
| 190474     | 2000 DL52  | 29 fev 2000 | Socorro             | LINEAR           | Brangane  | MPC                           |
| 190475     | 2000 DR64  | 29 fev 2000 | Socorro             | LINEAR           | —         | MPC                           |
| 190476     | 2000 DZ70  | 29 fev 2000 | Socorro             | LINEAR           | —         | MPC                           |
| 190477     | 2000 DX88  | 25 fev 2000 | Kitt Peak           | Spacewatch       | —         | MPC                           |
| 190478     | 2000 DW96  | 29 fev 2000 | Socorro             | LINEAR           | —         | MPC                           |
| 190479     | 2000 DA97  | 29 fev 2000 | Socorro             | LINEAR           | —         | MPC                           |
| 190480     | 2000 DG109 | 29 fev 2000 | Socorro             | LINEAR           | —         | MPC                           |
| 190481     | 2000 DN111 | 29 fev 2000 | Socorro             | LINEAR           | —         | MPC                           |
| 190482     | 2000 DU113 | 27 fev 2000 | Kitt Peak           | Spacewatch       | —         | MPC                           |
| 190483     | 2000 EC2   | 3 mar 2000  | Socorro             | LINEAR           | —         | MPC                           |
| 190484     | 2000 ET2   | 3 mar 2000  | Socorro             | LINEAR           | —         | MPC                           |
| 190485     | 2000 EE3   | 3 mar 2000  | Socorro             | LINEAR           | —         | MPC                           |
| 190486     | 2000 EO9   | 3 mar 2000  | Socorro             | LINEAR           | —         | MPC                           |
| 190487     | 2000 EM10  | 3 mar 2000  | Socorro             | LINEAR           | —         | MPC                           |
| 190488     | 2000 EF58  | 8 mar 2000  | Socorro             | LINEAR           | —         | MPC                           |
| 190489     | 2000 EW61  | 10 mar 2000 | Socorro             | LINEAR           | —         | MPC                           |
| 190490     | 2000 EU172 | 1 mar 2000  | Kitt Peak           | Spacewatch       | —         | MPC                           |
| 190491     | 2000 FJ10  | 25 mar 2000 | Kitt Peak           | Spacewatch       | —         | MPC                           |
| 190492     | 2000 FL42  | 29 mar 2000 | Socorro             | LINEAR           | —         | MPC                           |
| 190493     | 2000 GO11  | 5 abr 2000  | Socorro             | LINEAR           | —         | MPC                           |
| 190494     | 2000 GG42  | 5 abr 2000  | Socorro             | LINEAR           | —         | MPC                           |
| 190495     | 2000 GN45  | 5 abr 2000  | Socorro             | LINEAR           | —         | MPC                           |
| 190496     | 2000 GC55  | 5 abr 2000  | Socorro             | LINEAR           | —         | MPC                           |
| 190497     | 2000 GT101 | 7 abr 2000  | Socorro             | LINEAR           | —         | MPC                           |
| 190498     | 2000 GB111 | 2 abr 2000  | Anderson Mesa       | LONEOS           | —         | MPC                           |
| 190499     | 2000 GP111 | 3 abr 2000  | Anderson Mesa       | LONEOS           | —         | MPC                           |
| 190500     | 2000 GX111 | 3 abr 2000  | Anderson Mesa       | LONEOS           | —         | MPC                           |

## 190501–190600
| Designação        | Designação | Descoberta  | Descoberta    | Descobridor(es)        | Categoria | Mais informações / Referência |
| Permanente        | Provisória | Data        | Local         | Descobridor(es)        | Categoria | Mais informações / Referência |
| ----------------- | ---------- | ----------- | ------------- | ---------------------- | --------- | ----------------------------- |
| 190501            | 2000 GV145 | 12 abr 2000 | Kitt Peak     | Spacewatch             | Mitidika  | MPC                           |
| 190502            | 2000 GT170 | 5 abr 2000  | Anderson Mesa | LONEOS                 | —         | MPC                           |
| 190503            | 2000 GT177 | 3 abr 2000  | Kitt Peak     | Spacewatch             | —         | MPC                           |
| 190504 Hermanottó | 2000 HE    | 22 abr 2000 | Piszkéstető   | K. Sárneczky, G. Szabó | —         | MPC                           |
| 190505            | 2000 HS4   | 27 abr 2000 | Kitt Peak     | Spacewatch             | —         | MPC                           |
| 190506            | 2000 HO18  | 25 abr 2000 | Kitt Peak     | Spacewatch             | —         | MPC                           |
| 190507            | 2000 HU26  | 24 abr 2000 | Anderson Mesa | LONEOS                 | —         | MPC                           |
| 190508            | 2000 HM43  | 29 abr 2000 | Kitt Peak     | Spacewatch             | —         | MPC                           |
| 190509            | 2000 HX47  | 29 abr 2000 | Socorro       | LINEAR                 | —         | MPC                           |
| 190510            | 2000 HH60  | 25 abr 2000 | Anderson Mesa | LONEOS                 | —         | MPC                           |
| 190511            | 2000 HL72  | 25 abr 2000 | Anderson Mesa | LONEOS                 | —         | MPC                           |
| 190512            | 2000 JE22  | 6 mai 2000  | Socorro       | LINEAR                 | —         | MPC                           |
| 190513            | 2000 JP25  | 7 mai 2000  | Socorro       | LINEAR                 | —         | MPC                           |
| 190514            | 2000 JO42  | 7 mai 2000  | Socorro       | LINEAR                 | —         | MPC                           |
| 190515            | 2000 JO49  | 9 mai 2000  | Socorro       | LINEAR                 | —         | MPC                           |
| 190516            | 2000 JT73  | 2 mai 2000  | Anderson Mesa | LONEOS                 | —         | MPC                           |
| 190517            | 2000 KE8   | 27 mai 2000 | Socorro       | LINEAR                 | —         | MPC                           |
| 190518            | 2000 KF43  | 26 mai 2000 | Kitt Peak     | Spacewatch             | Mitidika  | MPC                           |
| 190519            | 2000 NR17  | 5 jul 2000  | Anderson Mesa | LONEOS                 | —         | MPC                           |
| 190520            | 2000 PN26  | 5 ago 2000  | Haleakalā     | NEAT                   | Pallas    | MPC                           |
| 190521            | 2000 QV21  | 24 ago 2000 | Socorro       | LINEAR                 | —         | MPC                           |
| 190522            | 2000 QM44  | 24 ago 2000 | Socorro       | LINEAR                 | —         | MPC                           |
| 190523            | 2000 QK93  | 25 ago 2000 | Socorro       | LINEAR                 | —         | MPC                           |
| 190524            | 2000 QJ108 | 29 ago 2000 | Socorro       | LINEAR                 | —         | MPC                           |
| 190525            | 2000 QX124 | 29 ago 2000 | Socorro       | LINEAR                 | —         | MPC                           |
| 190526            | 2000 QC170 | 31 ago 2000 | Socorro       | LINEAR                 | —         | MPC                           |
| 190527            | 2000 QB180 | 29 ago 2000 | Socorro       | LINEAR                 | —         | MPC                           |
| 190528            | 2000 QQ181 | 31 ago 2000 | Socorro       | LINEAR                 | —         | MPC                           |
| 190529            | 2000 QD184 | 26 ago 2000 | Socorro       | LINEAR                 | —         | MPC                           |
| 190530            | 2000 QS189 | 26 ago 2000 | Socorro       | LINEAR                 | —         | MPC                           |
| 190531            | 2000 QS194 | 31 ago 2000 | Socorro       | LINEAR                 | —         | MPC                           |
| 190532            | 2000 QX215 | 31 ago 2000 | Socorro       | LINEAR                 | —         | MPC                           |
| 190533            | 2000 RN5   | 1 set 2000  | Socorro       | LINEAR                 | —         | MPC                           |
| 190534            | 2000 RH8   | 1 set 2000  | Socorro       | LINEAR                 | Juno      | MPC                           |
| 190535            | 2000 RM28  | 1 set 2000  | Socorro       | LINEAR                 | —         | MPC                           |
| 190536            | 2000 RQ35  | 2 set 2000  | Socorro       | LINEAR                 | Juno      | MPC                           |
| 190537            | 2000 RS45  | 3 set 2000  | Socorro       | LINEAR                 | —         | MPC                           |
| 190538            | 2000 RS48  | 3 set 2000  | Socorro       | LINEAR                 | Juno      | MPC                           |
| 190539            | 2000 RX60  | 6 set 2000  | Socorro       | LINEAR                 | —         | MPC                           |
| 190540            | 2000 RE67  | 1 set 2000  | Socorro       | LINEAR                 | —         | MPC                           |
| 190541            | 2000 RO77  | 8 set 2000  | Socorro       | LINEAR                 | —         | MPC                           |
| 190542            | 2000 RR78  | 8 set 2000  | Kitt Peak     | Spacewatch             | —         | MPC                           |
| 190543            | 2000 RM80  | 1 set 2000  | Socorro       | LINEAR                 | —         | MPC                           |
| 190544            | 2000 RQ87  | 2 set 2000  | Anderson Mesa | LONEOS                 | —         | MPC                           |
| 190545            | 2000 RZ89  | 3 set 2000  | Socorro       | LINEAR                 | —         | MPC                           |
| 190546            | 2000 SW14  | 23 set 2000 | Socorro       | LINEAR                 | —         | MPC                           |
| 190547            | 2000 SA19  | 23 set 2000 | Socorro       | LINEAR                 | —         | MPC                           |
| 190548            | 2000 SU28  | 23 set 2000 | Socorro       | LINEAR                 | —         | MPC                           |
| 190549            | 2000 SP37  | 24 set 2000 | Socorro       | LINEAR                 | —         | MPC                           |
| 190550            | 2000 SD44  | 24 set 2000 | Socorro       | LINEAR                 | Juno      | MPC                           |
| 190551            | 2000 SK48  | 23 set 2000 | Socorro       | LINEAR                 | —         | MPC                           |
| 190552            | 2000 SV49  | 23 set 2000 | Socorro       | LINEAR                 | —         | MPC                           |
| 190553            | 2000 SB65  | 24 set 2000 | Socorro       | LINEAR                 | —         | MPC                           |
| 190554            | 2000 SU65  | 24 set 2000 | Socorro       | LINEAR                 | —         | MPC                           |
| 190555            | 2000 SY67  | 24 set 2000 | Socorro       | LINEAR                 | —         | MPC                           |
| 190556            | 2000 SV73  | 24 set 2000 | Socorro       | LINEAR                 | —         | MPC                           |
| 190557            | 2000 SH77  | 24 set 2000 | Socorro       | LINEAR                 | —         | MPC                           |
| 190558            | 2000 SE78  | 24 set 2000 | Socorro       | LINEAR                 | —         | MPC                           |
| 190559            | 2000 SK79  | 24 set 2000 | Socorro       | LINEAR                 | —         | MPC                           |
| 190560            | 2000 SU86  | 24 set 2000 | Socorro       | LINEAR                 | Phocaea   | MPC                           |
| 190561            | 2000 SY99  | 23 set 2000 | Socorro       | LINEAR                 | —         | MPC                           |
| 190562            | 2000 SP106 | 24 set 2000 | Socorro       | LINEAR                 | —         | MPC                           |
| 190563            | 2000 SL123 | 24 set 2000 | Socorro       | LINEAR                 | —         | MPC                           |
| 190564            | 2000 SU128 | 24 set 2000 | Socorro       | LINEAR                 | —         | MPC                           |
| 190565            | 2000 SU131 | 22 set 2000 | Socorro       | LINEAR                 | Eos       | MPC                           |
| 190566            | 2000 SJ132 | 22 set 2000 | Socorro       | LINEAR                 | —         | MPC                           |
| 190567            | 2000 SL137 | 23 set 2000 | Socorro       | LINEAR                 | —         | MPC                           |
| 190568            | 2000 SQ183 | 20 set 2000 | Haleakalā     | NEAT                   | —         | MPC                           |
| 190569            | 2000 SY190 | 23 set 2000 | Socorro       | LINEAR                 | —         | MPC                           |
| 190570            | 2000 SO203 | 24 set 2000 | Socorro       | LINEAR                 | —         | MPC                           |
| 190571            | 2000 SH206 | 24 set 2000 | Socorro       | LINEAR                 | —         | MPC                           |
| 190572            | 2000 SK209 | 25 set 2000 | Socorro       | LINEAR                 | —         | MPC                           |
| 190573            | 2000 SN211 | 25 set 2000 | Socorro       | LINEAR                 | —         | MPC                           |
| 190574            | 2000 SR227 | 27 set 2000 | Socorro       | LINEAR                 | Phocaea   | MPC                           |
| 190575            | 2000 SC243 | 24 set 2000 | Socorro       | LINEAR                 | —         | MPC                           |
| 190576            | 2000 SZ270 | 27 set 2000 | Socorro       | LINEAR                 | —         | MPC                           |
| 190577            | 2000 SE272 | 28 set 2000 | Socorro       | LINEAR                 | —         | MPC                           |
| 190578            | 2000 SQ274 | 28 set 2000 | Socorro       | LINEAR                 | —         | MPC                           |
| 190579            | 2000 SB287 | 26 set 2000 | Socorro       | LINEAR                 | —         | MPC                           |
| 190580            | 2000 SB295 | 27 set 2000 | Socorro       | LINEAR                 | —         | MPC                           |
| 190581            | 2000 SE296 | 27 set 2000 | Socorro       | LINEAR                 | —         | MPC                           |
| 190582            | 2000 SO299 | 28 set 2000 | Socorro       | LINEAR                 | —         | MPC                           |
| 190583            | 2000 SD309 | 30 set 2000 | Socorro       | LINEAR                 | —         | MPC                           |
| 190584            | 2000 SH311 | 26 set 2000 | Socorro       | LINEAR                 | —         | MPC                           |
| 190585            | 2000 SF339 | 25 set 2000 | Socorro       | LINEAR                 | —         | MPC                           |
| 190586            | 2000 SX354 | 29 set 2000 | Anderson Mesa | LONEOS                 | —         | MPC                           |
| 190587            | 2000 SQ361 | 23 set 2000 | Anderson Mesa | LONEOS                 | —         | MPC                           |
| 190588            | 2000 SN363 | 22 set 2000 | Anderson Mesa | LONEOS                 | —         | MPC                           |
| 190589            | 2000 TY3   | 1 out 2000  | Socorro       | LINEAR                 | —         | MPC                           |
| 190590            | 2000 TU10  | 1 out 2000  | Socorro       | LINEAR                 | —         | MPC                           |
| 190591            | 2000 TA15  | 1 out 2000  | Socorro       | LINEAR                 | —         | MPC                           |
| 190592            | 2000 TQ35  | 6 out 2000  | Anderson Mesa | LONEOS                 | —         | MPC                           |
| 190593            | 2000 TH44  | 1 out 2000  | Socorro       | LINEAR                 | —         | MPC                           |
| 190594            | 2000 TY61  | 2 out 2000  | Anderson Mesa | LONEOS                 | —         | MPC                           |
| 190595            | 2000 TP62  | 2 out 2000  | Socorro       | LINEAR                 | —         | MPC                           |
| 190596            | 2000 UP2   | 23 out 2000 | Desert Beaver | W. K. Y. Yeung         | —         | MPC                           |
| 190597            | 2000 UD24  | 24 out 2000 | Socorro       | LINEAR                 | —         | MPC                           |
| 190598            | 2000 UY45  | 24 out 2000 | Socorro       | LINEAR                 | —         | MPC                           |
| 190599            | 2000 UR50  | 24 out 2000 | Socorro       | LINEAR                 | —         | MPC                           |
| 190600            | 2000 UL70  | 25 out 2000 | Socorro       | LINEAR                 | —         | MPC                           |

## 190601–190700
| Designação            | Designação | Descoberta  | Descoberta    | Descobridor(es) | Categoria | Mais informações / Referência |
| Permanente            | Provisória | Data        | Local         | Descobridor(es) | Categoria | Mais informações / Referência |
| --------------------- | ---------- | ----------- | ------------- | --------------- | --------- | ----------------------------- |
| 190601                | 2000 UP75  | 31 out 2000 | Socorro       | LINEAR          | —         | MPC                           |
| 190602                | 2000 UZ79  | 24 out 2000 | Socorro       | LINEAR          | —         | MPC                           |
| 190603                | 2000 UV80  | 24 out 2000 | Socorro       | LINEAR          | —         | MPC                           |
| 190604                | 2000 UG89  | 31 out 2000 | Socorro       | LINEAR          | —         | MPC                           |
| 190605                | 2000 UX91  | 25 out 2000 | Socorro       | LINEAR          | —         | MPC                           |
| 190606                | 2000 UO99  | 25 out 2000 | Socorro       | LINEAR          | —         | MPC                           |
| 190607                | 2000 UJ109 | 31 out 2000 | Socorro       | LINEAR          | —         | MPC                           |
| 190608                | 2000 VD24  | 1 nov 2000  | Socorro       | LINEAR          | —         | MPC                           |
| 190609                | 2000 VH24  | 1 nov 2000  | Socorro       | LINEAR          | —         | MPC                           |
| 190610                | 2000 VY36  | 1 nov 2000  | Socorro       | LINEAR          | —         | MPC                           |
| 190611                | 2000 VN38  | 1 nov 2000  | Kitt Peak     | Spacewatch      | —         | MPC                           |
| 190612                | 2000 VZ46  | 3 nov 2000  | Socorro       | LINEAR          | —         | MPC                           |
| 190613                | 2000 VJ49  | 2 nov 2000  | Socorro       | LINEAR          | —         | MPC                           |
| 190614                | 2000 VJ54  | 3 nov 2000  | Socorro       | LINEAR          | —         | MPC                           |
| 190615                | 2000 VN59  | 6 nov 2000  | Socorro       | LINEAR          | —         | MPC                           |
| 190616                | 2000 WA7   | 19 nov 2000 | Socorro       | LINEAR          | Pallas    | MPC                           |
| 190617 Alexandergerst | 2000 WT9   | 19 nov 2000 | Drebach       | J. Kandler      | —         | MPC                           |
| 190618                | 2000 WM18  | 21 nov 2000 | Socorro       | LINEAR          | —         | MPC                           |
| 190619                | 2000 WM25  | 21 nov 2000 | Socorro       | LINEAR          | —         | MPC                           |
| 190620                | 2000 WC39  | 20 nov 2000 | Socorro       | LINEAR          | —         | MPC                           |
| 190621                | 2000 WJ46  | 21 nov 2000 | Socorro       | LINEAR          | —         | MPC                           |
| 190622                | 2000 WT49  | 25 nov 2000 | Socorro       | LINEAR          | Juno      | MPC                           |
| 190623                | 2000 WD58  | 21 nov 2000 | Socorro       | LINEAR          | —         | MPC                           |
| 190624                | 2000 WW68  | 19 nov 2000 | Socorro       | LINEAR          | —         | MPC                           |
| 190625                | 2000 WB85  | 20 nov 2000 | Socorro       | LINEAR          | —         | MPC                           |
| 190626                | 2000 WS91  | 21 nov 2000 | Socorro       | LINEAR          | —         | MPC                           |
| 190627                | 2000 WP94  | 21 nov 2000 | Socorro       | LINEAR          | Phocaea   | MPC                           |
| 190628                | 2000 WW112 | 20 nov 2000 | Socorro       | LINEAR          | —         | MPC                           |
| 190629                | 2000 WT114 | 20 nov 2000 | Socorro       | LINEAR          | —         | MPC                           |
| 190630                | 2000 WZ124 | 27 nov 2000 | Haleakalā     | NEAT            | —         | MPC                           |
| 190631                | 2000 WT129 | 19 nov 2000 | Kitt Peak     | Spacewatch      | —         | MPC                           |
| 190632                | 2000 WT131 | 20 nov 2000 | Anderson Mesa | LONEOS          | —         | MPC                           |
| 190633                | 2000 WH135 | 19 nov 2000 | Socorro       | LINEAR          | Phocaea   | MPC                           |
| 190634                | 2000 WG141 | 19 nov 2000 | Socorro       | LINEAR          | —         | MPC                           |
| 190635                | 2000 WX148 | 29 nov 2000 | Haleakalā     | NEAT            | —         | MPC                           |
| 190636                | 2000 WE151 | 27 nov 2000 | Socorro       | LINEAR          | —         | MPC                           |
| 190637                | 2000 WE155 | 30 nov 2000 | Socorro       | LINEAR          | Phocaea   | MPC                           |
| 190638                | 2000 WD164 | 21 nov 2000 | Socorro       | LINEAR          | —         | MPC                           |
| 190639                | 2000 WZ171 | 25 nov 2000 | Socorro       | LINEAR          | —         | MPC                           |
| 190640                | 2000 WO172 | 25 nov 2000 | Socorro       | LINEAR          | —         | MPC                           |
| 190641                | 2000 XD3   | 1 dez 2000  | Socorro       | LINEAR          | —         | MPC                           |
| 190642                | 2000 XX5   | 1 dez 2000  | Socorro       | LINEAR          | —         | MPC                           |
| 190643                | 2000 XH8   | 1 dez 2000  | Socorro       | LINEAR          | —         | MPC                           |
| 190644                | 2000 XS9   | 1 dez 2000  | Socorro       | LINEAR          | —         | MPC                           |
| 190645                | 2000 XC18  | 4 dez 2000  | Socorro       | LINEAR          | —         | MPC                           |
| 190646                | 2000 XD20  | 4 dez 2000  | Socorro       | LINEAR          | Phocaea   | MPC                           |
| 190647                | 2000 XH24  | 4 dez 2000  | Socorro       | LINEAR          | —         | MPC                           |
| 190648                | 2000 XS24  | 4 dez 2000  | Socorro       | LINEAR          | —         | MPC                           |
| 190649                | 2000 XF26  | 4 dez 2000  | Socorro       | LINEAR          | Phocaea   | MPC                           |
| 190650                | 2000 XN40  | 5 dez 2000  | Socorro       | LINEAR          | —         | MPC                           |
| 190651                | 2000 XM46  | 7 dez 2000  | Socorro       | LINEAR          | —         | MPC                           |
| 190652                | 2000 XW46  | 7 dez 2000  | Socorro       | LINEAR          | —         | MPC                           |
| 190653                | 2000 XD48  | 4 dez 2000  | Socorro       | LINEAR          | —         | MPC                           |
| 190654                | 2000 XJ48  | 4 dez 2000  | Socorro       | LINEAR          | —         | MPC                           |
| 190655                | 2000 YT25  | 22 dez 2000 | Socorro       | LINEAR          | —         | MPC                           |
| 190656                | 2000 YH40  | 30 dez 2000 | Socorro       | LINEAR          | —         | MPC                           |
| 190657                | 2000 YJ40  | 30 dez 2000 | Socorro       | LINEAR          | —         | MPC                           |
| 190658                | 2000 YA44  | 30 dez 2000 | Socorro       | LINEAR          | —         | MPC                           |
| 190659                | 2000 YO57  | 30 dez 2000 | Socorro       | LINEAR          | —         | MPC                           |
| 190660                | 2000 YE67  | 28 dez 2000 | Socorro       | LINEAR          | —         | MPC                           |
| 190661                | 2000 YT84  | 30 dez 2000 | Socorro       | LINEAR          | —         | MPC                           |
| 190662                | 2000 YD86  | 30 dez 2000 | Socorro       | LINEAR          | —         | MPC                           |
| 190663                | 2000 YF88  | 30 dez 2000 | Socorro       | LINEAR          | —         | MPC                           |
| 190664                | 2000 YX90  | 30 dez 2000 | Socorro       | LINEAR          | —         | MPC                           |
| 190665                | 2000 YG98  | 30 dez 2000 | Socorro       | LINEAR          | Vesta     | MPC                           |
| 190666                | 2000 YB99  | 30 dez 2000 | Socorro       | LINEAR          | —         | MPC                           |
| 190667                | 2000 YD108 | 30 dez 2000 | Socorro       | LINEAR          | —         | MPC                           |
| 190668                | 2000 YK112 | 30 dez 2000 | Socorro       | LINEAR          | —         | MPC                           |
| 190669                | 2000 YJ117 | 30 dez 2000 | Socorro       | LINEAR          | Vesta     | MPC                           |
| 190670                | 2001 AU19  | 5 jan 2001  | Oaxaca        | J. M. Roe       | —         | MPC                           |
| 190671                | 2001 AS22  | 3 jan 2001  | Socorro       | LINEAR          | —         | MPC                           |
| 190672                | 2001 AR26  | 5 jan 2001  | Socorro       | LINEAR          | —         | MPC                           |
| 190673                | 2001 AZ45  | 15 jan 2001 | Socorro       | LINEAR          | —         | MPC                           |
| 190674                | 2001 BZ18  | 19 jan 2001 | Socorro       | LINEAR          | Vesta     | MPC                           |
| 190675                | 2001 BU20  | 19 jan 2001 | Socorro       | LINEAR          | —         | MPC                           |
| 190676                | 2001 BO34  | 20 jan 2001 | Socorro       | LINEAR          | —         | MPC                           |
| 190677                | 2001 BQ61  | 24 jan 2001 | Haleakalā     | NEAT            | —         | MPC                           |
| 190678                | 2001 BQ63  | 29 jan 2001 | Socorro       | LINEAR          | —         | MPC                           |
| 190679                | 2001 BE73  | 28 jan 2001 | Haleakalā     | NEAT            | Phocaea   | MPC                           |
| 190680                | 2001 CM2   | 1 fev 2001  | Socorro       | LINEAR          | —         | MPC                           |
| 190681                | 2001 CW23  | 1 fev 2001  | Anderson Mesa | LONEOS          | Vesta     | MPC                           |
| 190682                | 2001 CF31  | 2 fev 2001  | Haleakalā     | NEAT            | —         | MPC                           |
| 190683                | 2001 CR47  | 12 fev 2001 | Anderson Mesa | LONEOS          | —         | MPC                           |
| 190684                | 2001 DW15  | 16 fev 2001 | Socorro       | LINEAR          | Brangane  | MPC                           |
| 190685                | 2001 DF25  | 17 fev 2001 | Socorro       | LINEAR          | Eos       | MPC                           |
| 190686                | 2001 DG36  | 19 fev 2001 | Socorro       | LINEAR          | —         | MPC                           |
| 190687                | 2001 DW40  | 19 fev 2001 | Socorro       | LINEAR          | —         | MPC                           |
| 190688                | 2001 DB89  | 27 fev 2001 | Kitt Peak     | Spacewatch      | Ursula    | MPC                           |
| 190689                | 2001 DO93  | 19 fev 2001 | Socorro       | LINEAR          | Vesta     | MPC                           |
| 190690                | 2001 DO105 | 16 fev 2001 | Anderson Mesa | LONEOS          | Eos       | MPC                           |
| 190691                | 2001 EG3   | 4 mar 2001  | Kitt Peak     | Spacewatch      | —         | MPC                           |
| 190692                | 2001 EC7   | 2 mar 2001  | Anderson Mesa | LONEOS          | —         | MPC                           |
| 190693                | 2001 ED13  | 14 mar 2001 | Socorro       | LINEAR          | —         | MPC                           |
| 190694                | 2001 EX24  | 15 mar 2001 | Socorro       | LINEAR          | —         | MPC                           |
| 190695                | 2001 FX1   | 16 mar 2001 | Socorro       | LINEAR          | —         | MPC                           |
| 190696                | 2001 FT14  | 19 mar 2001 | Anderson Mesa | LONEOS          | —         | MPC                           |
| 190697                | 2001 FQ16  | 19 mar 2001 | Anderson Mesa | LONEOS          | —         | MPC                           |
| 190698                | 2001 FG30  | 20 mar 2001 | Haleakalā     | NEAT            | —         | MPC                           |
| 190699                | 2001 FR30  | 21 mar 2001 | Haleakala     | NEAT            | —         | MPC                           |
| 190700                | 2001 FO45  | 18 mar 2001 | Socorro       | LINEAR          | Brangane  | MPC                           |

## 190701–190800
| Designação        | Designação | Descoberta  | Descoberta    | Descobridor(es)          | Categoria | Mais informações / Referência |
| Permanente        | Provisória | Data        | Local         | Descobridor(es)          | Categoria | Mais informações / Referência |
| ----------------- | ---------- | ----------- | ------------- | ------------------------ | --------- | ----------------------------- |
| 190701            | 2001 FZ56  | 23 mar 2001 | Anderson Mesa | LONEOS                   | —         | MPC                           |
| 190702            | 2001 FN85  | 26 mar 2001 | Kitt Peak     | Spacewatch               | Ursula    | MPC                           |
| 190703            | 2001 FW123 | 23 mar 2001 | Anderson Mesa | LONEOS                   | —         | MPC                           |
| 190704            | 2001 FY125 | 28 mar 2001 | Kitt Peak     | Spacewatch               | —         | MPC                           |
| 190705            | 2001 FW146 | 24 mar 2001 | Anderson Mesa | LONEOS                   | —         | MPC                           |
| 190706            | 2001 FK158 | 27 mar 2001 | Haleakalā     | NEAT                     | —         | MPC                           |
| 190707            | 2001 FC159 | 29 mar 2001 | Anderson Mesa | LONEOS                   | —         | MPC                           |
| 190708            | 2001 FB168 | 20 mar 2001 | Kitt Peak     | Spacewatch               | Ursula    | MPC                           |
| 190709            | 2001 FV178 | 20 mar 2001 | Anderson Mesa | LONEOS                   | —         | MPC                           |
| 190710 Marktapley | 2001 FA185 | 26 mar 2001 | Kitt Peak     | M. W. Buie               | —         | MPC                           |
| 190711            | 2001 FF188 | 16 mar 2001 | Socorro       | LINEAR                   | —         | MPC                           |
| 190712            | 2001 GZ7   | 15 abr 2001 | Socorro       | LINEAR                   | —         | MPC                           |
| 190713            | 2001 HK19  | 24 abr 2001 | Kitt Peak     | Spacewatch               | —         | MPC                           |
| 190714            | 2001 KX5   | 17 mai 2001 | Socorro       | LINEAR                   | —         | MPC                           |
| 190715            | 2001 KQ7   | 18 mai 2001 | Socorro       | LINEAR                   | —         | MPC                           |
| 190716            | 2001 KH32  | 24 mai 2001 | Kitt Peak     | Spacewatch               | —         | MPC                           |
| 190717            | 2001 KH34  | 18 mai 2001 | Socorro       | LINEAR                   | —         | MPC                           |
| 190718            | 2001 KK53  | 18 mai 2001 | Socorro       | LINEAR                   | Ursula    | MPC                           |
| 190719            | 2001 NE8   | 14 jul 2001 | Palomar       | NEAT                     | —         | MPC                           |
| 190720            | 2001 NL10  | 14 jul 2001 | Haleakalā     | NEAT                     | —         | MPC                           |
| 190721            | 2001 OK23  | 22 jul 2001 | Palomar       | NEAT                     | —         | MPC                           |
| 190722            | 2001 ON39  | 20 jul 2001 | Palomar       | NEAT                     | —         | MPC                           |
| 190723            | 2001 OL61  | 21 jul 2001 | Haleakalā     | NEAT                     | —         | MPC                           |
| 190724            | 2001 OQ64  | 27 jul 2001 | Palomar       | NEAT                     | —         | MPC                           |
| 190725            | 2001 OO72  | 21 jul 2001 | Anderson Mesa | LONEOS                   | —         | MPC                           |
| 190726            | 2001 OC95  | 29 jul 2001 | Palomar       | NEAT                     | —         | MPC                           |
| 190727            | 2001 OP97  | 25 jul 2001 | Haleakalā     | NEAT                     | —         | MPC                           |
| 190728            | 2001 OL98  | 25 jul 2001 | Haleakala     | NEAT                     | —         | MPC                           |
| 190729            | 2001 PD3   | 3 ago 2001  | Haleakala     | NEAT                     | —         | MPC                           |
| 190730            | 2001 PY13  | 13 ago 2001 | San Marcello  | M. Tombelli, A. Boattini | —         | MPC                           |
| 190731            | 2001 PW14  | 15 ago 2001 | Badlands      | R. Dyvig                 | —         | MPC                           |
| 190732            | 2001 PJ17  | 9 ago 2001  | Palomar       | NEAT                     | —         | MPC                           |
| 190733            | 2001 PE22  | 10 ago 2001 | Haleakalā     | NEAT                     | —         | MPC                           |
| 190734            | 2001 PP23  | 11 ago 2001 | Haleakala     | NEAT                     | —         | MPC                           |
| 190735            | 2001 PP29  | 11 ago 2001 | Socorro       | LINEAR                   | —         | MPC                           |
| 190736            | 2001 PM43  | 13 ago 2001 | Haleakalā     | NEAT                     | —         | MPC                           |
| 190737            | 2001 PD51  | 1 ago 2001  | Palomar       | NEAT                     | —         | MPC                           |
| 190738            | 2001 PR53  | 14 ago 2001 | Palomar       | NEAT                     | —         | MPC                           |
| 190739            | 2001 PL60  | 13 ago 2001 | Haleakalā     | NEAT                     | —         | MPC                           |
| 190740            | 2001 PX60  | 13 ago 2001 | Haleakala     | NEAT                     | —         | MPC                           |
| 190741            | 2001 QJ1   | 16 ago 2001 | Socorro       | LINEAR                   | —         | MPC                           |
| 190742            | 2001 QH6   | 16 ago 2001 | Socorro       | LINEAR                   | —         | MPC                           |
| 190743            | 2001 QW6   | 16 ago 2001 | Socorro       | LINEAR                   | —         | MPC                           |
| 190744            | 2001 QE7   | 16 ago 2001 | Socorro       | LINEAR                   | —         | MPC                           |
| 190745            | 2001 QZ8   | 16 ago 2001 | Socorro       | LINEAR                   | —         | MPC                           |
| 190746            | 2001 QD15  | 16 ago 2001 | Socorro       | LINEAR                   | —         | MPC                           |
| 190747            | 2001 QW36  | 16 ago 2001 | Socorro       | LINEAR                   | —         | MPC                           |
| 190748            | 2001 QZ36  | 16 ago 2001 | Socorro       | LINEAR                   | —         | MPC                           |
| 190749            | 2001 QT43  | 16 ago 2001 | Socorro       | LINEAR                   | —         | MPC                           |
| 190750            | 2001 QE54  | 16 ago 2001 | Socorro       | LINEAR                   | —         | MPC                           |
| 190751            | 2001 QM58  | 16 ago 2001 | Socorro       | LINEAR                   | —         | MPC                           |
| 190752            | 2001 QR61  | 16 ago 2001 | Socorro       | LINEAR                   | —         | MPC                           |
| 190753            | 2001 QF62  | 16 ago 2001 | Socorro       | LINEAR                   | —         | MPC                           |
| 190754            | 2001 QL79  | 16 ago 2001 | Socorro       | LINEAR                   | —         | MPC                           |
| 190755            | 2001 QS83  | 17 ago 2001 | Socorro       | LINEAR                   | —         | MPC                           |
| 190756            | 2001 QO93  | 22 ago 2001 | Socorro       | LINEAR                   | —         | MPC                           |
| 190757            | 2001 QT93  | 22 ago 2001 | Socorro       | LINEAR                   | —         | MPC                           |
| 190758            | 2001 QH96  | 22 ago 2001 | Socorro       | LINEAR                   | —         | MPC                           |
| 190759            | 2001 QC112 | 24 ago 2001 | Socorro       | LINEAR                   | —         | MPC                           |
| 190760            | 2001 QG116 | 17 ago 2001 | Socorro       | LINEAR                   | —         | MPC                           |
| 190761            | 2001 QX130 | 20 ago 2001 | Socorro       | LINEAR                   | —         | MPC                           |
| 190762            | 2001 QO134 | 22 ago 2001 | Socorro       | LINEAR                   | —         | MPC                           |
| 190763            | 2001 QU135 | 22 ago 2001 | Socorro       | LINEAR                   | —         | MPC                           |
| 190764            | 2001 QN137 | 22 ago 2001 | Socorro       | LINEAR                   | —         | MPC                           |
| 190765            | 2001 QE150 | 25 ago 2001 | Palomar       | NEAT                     | —         | MPC                           |
| 190766            | 2001 QU154 | 23 ago 2001 | Anderson Mesa | LONEOS                   | —         | MPC                           |
| 190767            | 2001 QV158 | 23 ago 2001 | Anderson Mesa | LONEOS                   | —         | MPC                           |
| 190768            | 2001 QV167 | 24 ago 2001 | Haleakalā     | NEAT                     | —         | MPC                           |
| 190769            | 2001 QJ196 | 22 ago 2001 | Socorro       | LINEAR                   | —         | MPC                           |
| 190770            | 2001 QA205 | 23 ago 2001 | Anderson Mesa | LONEOS                   | —         | MPC                           |
| 190771            | 2001 QZ207 | 23 ago 2001 | Anderson Mesa | LONEOS                   | —         | MPC                           |
| 190772            | 2001 QJ222 | 24 ago 2001 | Anderson Mesa | LONEOS                   | —         | MPC                           |
| 190773            | 2001 QL236 | 24 ago 2001 | Socorro       | LINEAR                   | —         | MPC                           |
| 190774            | 2001 QL240 | 24 ago 2001 | Socorro       | LINEAR                   | —         | MPC                           |
| 190775            | 2001 QK241 | 24 ago 2001 | Socorro       | LINEAR                   | —         | MPC                           |
| 190776            | 2001 QY247 | 24 ago 2001 | Socorro       | LINEAR                   | —         | MPC                           |
| 190777            | 2001 QK249 | 24 ago 2001 | Socorro       | LINEAR                   | —         | MPC                           |
| 190778            | 2001 QD260 | 25 ago 2001 | Socorro       | LINEAR                   | —         | MPC                           |
| 190779            | 2001 QL276 | 19 ago 2001 | Socorro       | LINEAR                   | —         | MPC                           |
| 190780            | 2001 QA279 | 19 ago 2001 | Socorro       | LINEAR                   | —         | MPC                           |
| 190781            | 2001 QO285 | 23 ago 2001 | Haleakalā     | NEAT                     | —         | MPC                           |
| 190782            | 2001 QT285 | 23 ago 2001 | Haleakala     | NEAT                     | —         | MPC                           |
| 190783            | 2001 QG290 | 16 ago 2001 | Socorro       | LINEAR                   | —         | MPC                           |
| 190784            | 2001 QL294 | 24 ago 2001 | Anderson Mesa | LONEOS                   | —         | MPC                           |
| 190785            | 2001 RB5   | 8 set 2001  | Socorro       | LINEAR                   | —         | MPC                           |
| 190786            | 2001 RL7   | 7 set 2001  | Socorro       | LINEAR                   | —         | MPC                           |
| 190787            | 2001 RR13  | 10 set 2001 | Socorro       | LINEAR                   | —         | MPC                           |
| 190788            | 2001 RT17  | 11 set 2001 | Socorro       | LINEAR                   | —         | MPC                           |
| 190789            | 2001 RE19  | 7 set 2001  | Socorro       | LINEAR                   | —         | MPC                           |
| 190790            | 2001 RQ20  | 7 set 2001  | Socorro       | LINEAR                   | —         | MPC                           |
| 190791            | 2001 RF26  | 7 set 2001  | Socorro       | LINEAR                   | Chloris   | MPC                           |
| 190792            | 2001 RZ26  | 7 set 2001  | Socorro       | LINEAR                   | —         | MPC                           |
| 190793            | 2001 RX28  | 7 set 2001  | Socorro       | LINEAR                   | —         | MPC                           |
| 190794            | 2001 RS30  | 7 set 2001  | Socorro       | LINEAR                   | —         | MPC                           |
| 190795            | 2001 RQ40  | 11 set 2001 | Socorro       | LINEAR                   | —         | MPC                           |
| 190796            | 2001 RZ43  | 9 set 2001  | Palomar       | NEAT                     | —         | MPC                           |
| 190797            | 2001 RA45  | 9 set 2001  | Palomar       | NEAT                     | —         | MPC                           |
| 190798            | 2001 RT45  | 14 set 2001 | Palomar       | NEAT                     | —         | MPC                           |
| 190799            | 2001 RE67  | 10 set 2001 | Socorro       | LINEAR                   | —         | MPC                           |
| 190800            | 2001 RT68  | 10 set 2001 | Socorro       | LINEAR                   | —         | MPC                           |

## 190801–190900
| Designação | Designação | Descoberta  | Descoberta    | Descobridor(es) | Categoria | Mais informações / Referência |
| Permanente | Provisória | Data        | Local         | Descobridor(es) | Categoria | Mais informações / Referência |
| ---------- | ---------- | ----------- | ------------- | --------------- | --------- | ----------------------------- |
| 190801     | 2001 RF70  | 10 set 2001 | Socorro       | LINEAR          | —         | MPC                           |
| 190802     | 2001 RB79  | 10 set 2001 | Socorro       | LINEAR          | —         | MPC                           |
| 190803     | 2001 RA86  | 11 set 2001 | Anderson Mesa | LONEOS          | —         | MPC                           |
| 190804     | 2001 RM86  | 11 set 2001 | Anderson Mesa | LONEOS          | —         | MPC                           |
| 190805     | 2001 RJ90  | 11 set 2001 | Anderson Mesa | LONEOS          | —         | MPC                           |
| 190806     | 2001 RL93  | 11 set 2001 | Anderson Mesa | LONEOS          | —         | MPC                           |
| 190807     | 2001 RY95  | 11 set 2001 | Kitt Peak     | Spacewatch      | —         | MPC                           |
| 190808     | 2001 RJ101 | 12 set 2001 | Socorro       | LINEAR          | —         | MPC                           |
| 190809     | 2001 RY104 | 12 set 2001 | Socorro       | LINEAR          | —         | MPC                           |
| 190810     | 2001 RE111 | 12 set 2001 | Socorro       | LINEAR          | —         | MPC                           |
| 190811     | 2001 RM113 | 12 set 2001 | Socorro       | LINEAR          | —         | MPC                           |
| 190812     | 2001 RU114 | 12 set 2001 | Socorro       | LINEAR          | —         | MPC                           |
| 190813     | 2001 RZ122 | 12 set 2001 | Socorro       | LINEAR          | —         | MPC                           |
| 190814     | 2001 RZ125 | 12 set 2001 | Socorro       | LINEAR          | —         | MPC                           |
| 190815     | 2001 RU135 | 12 set 2001 | Socorro       | LINEAR          | —         | MPC                           |
| 190816     | 2001 RO142 | 10 set 2001 | Palomar       | NEAT            | —         | MPC                           |
| 190817     | 2001 RC155 | 12 set 2001 | Socorro       | LINEAR          | —         | MPC                           |
| 190818     | 2001 SR2   | 17 set 2001 | Desert Eagle  | W. K. Y. Yeung  | —         | MPC                           |
| 190819     | 2001 SP14  | 16 set 2001 | Socorro       | LINEAR          | —         | MPC                           |
| 190820     | 2001 SY14  | 16 set 2001 | Socorro       | LINEAR          | —         | MPC                           |
| 190821     | 2001 SJ16  | 16 set 2001 | Socorro       | LINEAR          | —         | MPC                           |
| 190822     | 2001 SE22  | 16 set 2001 | Socorro       | LINEAR          | —         | MPC                           |
| 190823     | 2001 ST22  | 16 set 2001 | Socorro       | LINEAR          | —         | MPC                           |
| 190824     | 2001 SD23  | 16 set 2001 | Socorro       | LINEAR          | —         | MPC                           |
| 190825     | 2001 SL24  | 16 set 2001 | Socorro       | LINEAR          | —         | MPC                           |
| 190826     | 2001 SH34  | 16 set 2001 | Socorro       | LINEAR          | —         | MPC                           |
| 190827     | 2001 SJ39  | 16 set 2001 | Socorro       | LINEAR          | Mitidika  | MPC                           |
| 190828     | 2001 SJ47  | 16 set 2001 | Socorro       | LINEAR          | —         | MPC                           |
| 190829     | 2001 SK48  | 16 set 2001 | Socorro       | LINEAR          | —         | MPC                           |
| 190830     | 2001 SZ56  | 16 set 2001 | Socorro       | LINEAR          | —         | MPC                           |
| 190831     | 2001 SX65  | 17 set 2001 | Socorro       | LINEAR          | —         | MPC                           |
| 190832     | 2001 SX67  | 17 set 2001 | Socorro       | LINEAR          | —         | MPC                           |
| 190833     | 2001 SY71  | 17 set 2001 | Socorro       | LINEAR          | —         | MPC                           |
| 190834     | 2001 SD72  | 17 set 2001 | Socorro       | LINEAR          | —         | MPC                           |
| 190835     | 2001 SD75  | 19 set 2001 | Anderson Mesa | LONEOS          | —         | MPC                           |
| 190836     | 2001 SP80  | 20 set 2001 | Socorro       | LINEAR          | —         | MPC                           |
| 190837     | 2001 ST90  | 20 set 2001 | Socorro       | LINEAR          | —         | MPC                           |
| 190838     | 2001 SE101 | 20 set 2001 | Socorro       | LINEAR          | —         | MPC                           |
| 190839     | 2001 SE104 | 20 set 2001 | Socorro       | LINEAR          | —         | MPC                           |
| 190840     | 2001 SA105 | 20 set 2001 | Socorro       | LINEAR          | —         | MPC                           |
| 190841     | 2001 SO105 | 20 set 2001 | Socorro       | LINEAR          | —         | MPC                           |
| 190842     | 2001 SS106 | 20 set 2001 | Socorro       | LINEAR          | —         | MPC                           |
| 190843     | 2001 SM114 | 20 set 2001 | Desert Eagle  | W. K. Y. Yeung  | —         | MPC                           |
| 190844     | 2001 ST123 | 16 set 2001 | Socorro       | LINEAR          | —         | MPC                           |
| 190845     | 2001 SY130 | 16 set 2001 | Socorro       | LINEAR          | —         | MPC                           |
| 190846     | 2001 SP132 | 16 set 2001 | Socorro       | LINEAR          | —         | MPC                           |
| 190847     | 2001 SX136 | 16 set 2001 | Socorro       | LINEAR          | —         | MPC                           |
| 190848     | 2001 SS143 | 16 set 2001 | Socorro       | LINEAR          | —         | MPC                           |
| 190849     | 2001 SS153 | 17 set 2001 | Socorro       | LINEAR          | —         | MPC                           |
| 190850     | 2001 SL161 | 17 set 2001 | Socorro       | LINEAR          | —         | MPC                           |
| 190851     | 2001 SR172 | 16 set 2001 | Socorro       | LINEAR          | —         | MPC                           |
| 190852     | 2001 SB188 | 19 set 2001 | Socorro       | LINEAR          | —         | MPC                           |
| 190853     | 2001 SB194 | 19 set 2001 | Socorro       | LINEAR          | —         | MPC                           |
| 190854     | 2001 SQ200 | 19 set 2001 | Socorro       | LINEAR          | Mitidika  | MPC                           |
| 190855     | 2001 SA204 | 19 set 2001 | Socorro       | LINEAR          | —         | MPC                           |
| 190856     | 2001 SZ231 | 19 set 2001 | Socorro       | LINEAR          | —         | MPC                           |
| 190857     | 2001 SW265 | 25 set 2001 | Desert Eagle  | W. K. Y. Yeung  | —         | MPC                           |
| 190858     | 2001 SP271 | 20 set 2001 | Socorro       | LINEAR          | —         | MPC                           |
| 190859     | 2001 SE278 | 21 set 2001 | Anderson Mesa | LONEOS          | —         | MPC                           |
| 190860     | 2001 SZ278 | 21 set 2001 | Anderson Mesa | LONEOS          | —         | MPC                           |
| 190861     | 2001 SC280 | 21 set 2001 | Anderson Mesa | LONEOS          | —         | MPC                           |
| 190862     | 2001 SK280 | 21 set 2001 | Anderson Mesa | LONEOS          | —         | MPC                           |
| 190863     | 2001 SS280 | 21 set 2001 | Anderson Mesa | LONEOS          | Mitidika  | MPC                           |
| 190864     | 2001 SE326 | 17 set 2001 | Kitt Peak     | Spacewatch      | —         | MPC                           |
| 190865     | 2001 TA19  | 10 out 2001 | Palomar       | NEAT            | —         | MPC                           |
| 190866     | 2001 TX45  | 9 out 2001  | Kitt Peak     | Spacewatch      | —         | MPC                           |
| 190867     | 2001 TT48  | 14 out 2001 | Socorro       | LINEAR          | —         | MPC                           |
| 190868     | 2001 TF50  | 13 out 2001 | Socorro       | LINEAR          | —         | MPC                           |
| 190869     | 2001 TB56  | 15 out 2001 | Socorro       | LINEAR          | —         | MPC                           |
| 190870     | 2001 TA68  | 13 out 2001 | Socorro       | LINEAR          | —         | MPC                           |
| 190871     | 2001 TK74  | 13 out 2001 | Socorro       | LINEAR          | —         | MPC                           |
| 190872     | 2001 TL82  | 14 out 2001 | Socorro       | LINEAR          | —         | MPC                           |
| 190873     | 2001 TQ86  | 14 out 2001 | Socorro       | LINEAR          | —         | MPC                           |
| 190874     | 2001 TR96  | 14 out 2001 | Socorro       | LINEAR          | —         | MPC                           |
| 190875     | 2001 TR113 | 14 out 2001 | Socorro       | LINEAR          | —         | MPC                           |
| 190876     | 2001 TW113 | 14 out 2001 | Socorro       | LINEAR          | —         | MPC                           |
| 190877     | 2001 TW130 | 10 out 2001 | Palomar       | NEAT            | —         | MPC                           |
| 190878     | 2001 TY134 | 13 out 2001 | Palomar       | NEAT            | —         | MPC                           |
| 190879     | 2001 TK136 | 14 out 2001 | Palomar       | NEAT            | —         | MPC                           |
| 190880     | 2001 TH162 | 11 out 2001 | Palomar       | NEAT            | —         | MPC                           |
| 190881     | 2001 TF168 | 15 out 2001 | Socorro       | LINEAR          | —         | MPC                           |
| 190882     | 2001 TT169 | 15 out 2001 | Socorro       | LINEAR          | —         | MPC                           |
| 190883     | 2001 TT183 | 14 out 2001 | Socorro       | LINEAR          | —         | MPC                           |
| 190884     | 2001 TT184 | 14 out 2001 | Socorro       | LINEAR          | —         | MPC                           |
| 190885     | 2001 TQ189 | 14 out 2001 | Socorro       | LINEAR          | —         | MPC                           |
| 190886     | 2001 TD201 | 11 out 2001 | Socorro       | LINEAR          | —         | MPC                           |
| 190887     | 2001 TB212 | 13 out 2001 | Socorro       | LINEAR          | Mitidika  | MPC                           |
| 190888     | 2001 TO216 | 13 out 2001 | Palomar       | NEAT            | —         | MPC                           |
| 190889     | 2001 TA219 | 14 out 2001 | Anderson Mesa | LONEOS          | —         | MPC                           |
| 190890     | 2001 TB241 | 15 out 2001 | Socorro       | LINEAR          | —         | MPC                           |
| 190891     | 2001 UU1   | 16 out 2001 | Socorro       | LINEAR          | —         | MPC                           |
| 190892     | 2001 UA4   | 17 out 2001 | Desert Eagle  | W. K. Y. Yeung  | —         | MPC                           |
| 190893     | 2001 UW5   | 21 out 2001 | Desert Eagle  | W. K. Y. Yeung  | —         | MPC                           |
| 190894     | 2001 UW8   | 17 out 2001 | Socorro       | LINEAR          | —         | MPC                           |
| 190895     | 2001 UO9   | 17 out 2001 | Socorro       | LINEAR          | —         | MPC                           |
| 190896     | 2001 UG21  | 17 out 2001 | Socorro       | LINEAR          | —         | MPC                           |
| 190897     | 2001 UH24  | 18 out 2001 | Socorro       | LINEAR          | —         | MPC                           |
| 190898     | 2001 UH31  | 16 out 2001 | Socorro       | LINEAR          | —         | MPC                           |
| 190899     | 2001 UO40  | 17 out 2001 | Socorro       | LINEAR          | Mitidika  | MPC                           |
| 190900     | 2001 UW44  | 17 out 2001 | Socorro       | LINEAR          | —         | MPC                           |

## 190901–191000
| Designação | Designação | Descoberta  | Descoberta      | Descobridor(es) | Categoria | Mais informações / Referência |
| Permanente | Provisória | Data        | Local           | Descobridor(es) | Categoria | Mais informações / Referência |
| ---------- | ---------- | ----------- | --------------- | --------------- | --------- | ----------------------------- |
| 190901     | 2001 UX54  | 16 out 2001 | Socorro         | LINEAR          | —         | MPC                           |
| 190902     | 2001 UC60  | 17 out 2001 | Socorro         | LINEAR          | —         | MPC                           |
| 190903     | 2001 UN73  | 17 out 2001 | Socorro         | LINEAR          | —         | MPC                           |
| 190904     | 2001 UQ78  | 20 out 2001 | Socorro         | LINEAR          | —         | MPC                           |
| 190905     | 2001 UX78  | 20 out 2001 | Socorro         | LINEAR          | —         | MPC                           |
| 190906     | 2001 UN83  | 20 out 2001 | Socorro         | LINEAR          | —         | MPC                           |
| 190907     | 2001 UD87  | 18 out 2001 | Kitt Peak       | Spacewatch      | —         | MPC                           |
| 190908     | 2001 US91  | 18 out 2001 | Palomar         | NEAT            | —         | MPC                           |
| 190909     | 2001 UT98  | 17 out 2001 | Socorro         | LINEAR          | —         | MPC                           |
| 190910     | 2001 UC105 | 20 out 2001 | Socorro         | LINEAR          | —         | MPC                           |
| 190911     | 2001 UR113 | 22 out 2001 | Socorro         | LINEAR          | —         | MPC                           |
| 190912     | 2001 UW113 | 22 out 2001 | Socorro         | LINEAR          | Mitidika  | MPC                           |
| 190913     | 2001 UQ118 | 22 out 2001 | Socorro         | LINEAR          | —         | MPC                           |
| 190914     | 2001 UG119 | 22 out 2001 | Socorro         | LINEAR          | —         | MPC                           |
| 190915     | 2001 UO119 | 22 out 2001 | Socorro         | LINEAR          | —         | MPC                           |
| 190916     | 2001 UD123 | 22 out 2001 | Socorro         | LINEAR          | —         | MPC                           |
| 190917     | 2001 US126 | 17 out 2001 | Socorro         | LINEAR          | Mitidika  | MPC                           |
| 190918     | 2001 UD139 | 23 out 2001 | Socorro         | LINEAR          | —         | MPC                           |
| 190919     | 2001 UP142 | 23 out 2001 | Socorro         | LINEAR          | —         | MPC                           |
| 190920     | 2001 UU144 | 23 out 2001 | Socorro         | LINEAR          | —         | MPC                           |
| 190921     | 2001 UT151 | 23 out 2001 | Socorro         | LINEAR          | Mitidika  | MPC                           |
| 190922     | 2001 UC154 | 23 out 2001 | Socorro         | LINEAR          | —         | MPC                           |
| 190923     | 2001 UD158 | 23 out 2001 | Socorro         | LINEAR          | Mitidika  | MPC                           |
| 190924     | 2001 UW158 | 23 out 2001 | Socorro         | LINEAR          | —         | MPC                           |
| 190925     | 2001 UF188 | 17 out 2001 | Socorro         | LINEAR          | —         | MPC                           |
| 190926     | 2001 UK197 | 19 out 2001 | Palomar         | NEAT            | —         | MPC                           |
| 190927     | 2001 US206 | 20 out 2001 | Socorro         | LINEAR          | —         | MPC                           |
| 190928     | 2001 UL211 | 21 out 2001 | Socorro         | LINEAR          | —         | MPC                           |
| 190929     | 2001 VV3   | 11 nov 2001 | Kitt Peak       | Spacewatch      | —         | MPC                           |
| 190930     | 2001 VF5   | 10 nov 2001 | Bisei SG Center | BATTeRS         | —         | MPC                           |
| 190931     | 2001 VS5   | 9 nov 2001  | Socorro         | LINEAR          | —         | MPC                           |
| 190932     | 2001 VX6   | 9 nov 2001  | Socorro         | LINEAR          | —         | MPC                           |
| 190933     | 2001 VY12  | 10 nov 2001 | Socorro         | LINEAR          | —         | MPC                           |
| 190934     | 2001 VT18  | 9 nov 2001  | Socorro         | LINEAR          | —         | MPC                           |
| 190935     | 2001 VH22  | 9 nov 2001  | Socorro         | LINEAR          | —         | MPC                           |
| 190936     | 2001 VZ25  | 9 nov 2001  | Socorro         | LINEAR          | —         | MPC                           |
| 190937     | 2001 VT29  | 9 nov 2001  | Socorro         | LINEAR          | —         | MPC                           |
| 190938     | 2001 VA32  | 9 nov 2001  | Socorro         | LINEAR          | Mitidika  | MPC                           |
| 190939     | 2001 VD33  | 9 nov 2001  | Socorro         | LINEAR          | —         | MPC                           |
| 190940     | 2001 VF36  | 9 nov 2001  | Socorro         | LINEAR          | —         | MPC                           |
| 190941     | 2001 VA39  | 9 nov 2001  | Socorro         | LINEAR          | —         | MPC                           |
| 190942     | 2001 VP40  | 9 nov 2001  | Socorro         | LINEAR          | —         | MPC                           |
| 190943     | 2001 VB41  | 9 nov 2001  | Socorro         | LINEAR          | Mitidika  | MPC                           |
| 190944     | 2001 VH45  | 9 nov 2001  | Socorro         | LINEAR          | —         | MPC                           |
| 190945     | 2001 VC47  | 9 nov 2001  | Socorro         | LINEAR          | —         | MPC                           |
| 190946     | 2001 VS49  | 10 nov 2001 | Socorro         | LINEAR          | —         | MPC                           |
| 190947     | 2001 VK52  | 10 nov 2001 | Socorro         | LINEAR          | —         | MPC                           |
| 190948     | 2001 VT55  | 10 nov 2001 | Socorro         | LINEAR          | —         | MPC                           |
| 190949     | 2001 VL59  | 10 nov 2001 | Socorro         | LINEAR          | —         | MPC                           |
| 190950     | 2001 VM62  | 10 nov 2001 | Socorro         | LINEAR          | —         | MPC                           |
| 190951     | 2001 VU62  | 10 nov 2001 | Socorro         | LINEAR          | —         | MPC                           |
| 190952     | 2001 VV63  | 10 nov 2001 | Socorro         | LINEAR          | —         | MPC                           |
| 190953     | 2001 VD114 | 12 nov 2001 | Socorro         | LINEAR          | —         | MPC                           |
| 190954     | 2001 VZ114 | 12 nov 2001 | Socorro         | LINEAR          | —         | MPC                           |
| 190955     | 2001 VU118 | 12 nov 2001 | Socorro         | LINEAR          | —         | MPC                           |
| 190956     | 2001 VC119 | 12 nov 2001 | Socorro         | LINEAR          | —         | MPC                           |
| 190957     | 2001 VB125 | 11 nov 2001 | Socorro         | LINEAR          | —         | MPC                           |
| 190958     | 2001 WZ8   | 17 nov 2001 | Socorro         | LINEAR          | —         | MPC                           |
| 190959     | 2001 WX9   | 17 nov 2001 | Socorro         | LINEAR          | —         | MPC                           |
| 190960     | 2001 WP20  | 17 nov 2001 | Socorro         | LINEAR          | —         | MPC                           |
| 190961     | 2001 WB39  | 17 nov 2001 | Socorro         | LINEAR          | —         | MPC                           |
| 190962     | 2001 WX44  | 18 nov 2001 | Socorro         | LINEAR          | —         | MPC                           |
| 190963     | 2001 WD48  | 19 nov 2001 | Anderson Mesa   | LONEOS          | —         | MPC                           |
| 190964     | 2001 XC    | 2 dez 2001  | Cordell-Lorenz  | D. T. Durig     | —         | MPC                           |
| 190965     | 2001 XF5   | 5 dez 2001  | Haleakalā       | NEAT            | —         | MPC                           |
| 190966     | 2001 XT15  | 10 dez 2001 | Socorro         | LINEAR          | —         | MPC                           |
| 190967     | 2001 XW33  | 7 dez 2001  | Socorro         | LINEAR          | Mitidika  | MPC                           |
| 190968     | 2001 XZ35  | 9 dez 2001  | Socorro         | LINEAR          | —         | MPC                           |
| 190969     | 2001 XF38  | 9 dez 2001  | Socorro         | LINEAR          | —         | MPC                           |
| 190970     | 2001 XS41  | 9 dez 2001  | Socorro         | LINEAR          | —         | MPC                           |
| 190971     | 2001 XY51  | 10 dez 2001 | Socorro         | LINEAR          | Mitidika  | MPC                           |
| 190972     | 2001 XD63  | 10 dez 2001 | Socorro         | LINEAR          | —         | MPC                           |
| 190973     | 2001 XR77  | 11 dez 2001 | Socorro         | LINEAR          | —         | MPC                           |
| 190974     | 2001 XA79  | 11 dez 2001 | Socorro         | LINEAR          | —         | MPC                           |
| 190975     | 2001 XQ93  | 10 dez 2001 | Socorro         | LINEAR          | —         | MPC                           |
| 190976     | 2001 XU95  | 10 dez 2001 | Socorro         | LINEAR          | Chloris   | MPC                           |
| 190977     | 2001 XO98  | 10 dez 2001 | Socorro         | LINEAR          | —         | MPC                           |
| 190978     | 2001 XD101 | 10 dez 2001 | Socorro         | LINEAR          | —         | MPC                           |
| 190979     | 2001 XQ144 | 14 dez 2001 | Socorro         | LINEAR          | —         | MPC                           |
| 190980     | 2001 XY149 | 14 dez 2001 | Socorro         | LINEAR          | Mitidika  | MPC                           |
| 190981     | 2001 XQ150 | 14 dez 2001 | Socorro         | LINEAR          | —         | MPC                           |
| 190982     | 2001 XL151 | 14 dez 2001 | Socorro         | LINEAR          | —         | MPC                           |
| 190983     | 2001 XA172 | 14 dez 2001 | Socorro         | LINEAR          | —         | MPC                           |
| 190984     | 2001 XM173 | 14 dez 2001 | Socorro         | LINEAR          | —         | MPC                           |
| 190985     | 2001 XB177 | 14 dez 2001 | Socorro         | LINEAR          | —         | MPC                           |
| 190986     | 2001 XR189 | 14 dez 2001 | Socorro         | LINEAR          | —         | MPC                           |
| 190987     | 2001 XG203 | 11 dez 2001 | Socorro         | LINEAR          | —         | MPC                           |
| 190988     | 2001 XD215 | 13 dez 2001 | Socorro         | LINEAR          | —         | MPC                           |
| 190989     | 2001 XC223 | 15 dez 2001 | Socorro         | LINEAR          | —         | MPC                           |
| 190990     | 2001 XL223 | 15 dez 2001 | Socorro         | LINEAR          | —         | MPC                           |
| 190991     | 2001 XQ238 | 15 dez 2001 | Socorro         | LINEAR          | —         | MPC                           |
| 190992     | 2001 XH239 | 15 dez 2001 | Socorro         | LINEAR          | —         | MPC                           |
| 190993     | 2001 XO241 | 14 dez 2001 | Socorro         | LINEAR          | Mitidika  | MPC                           |
| 190994     | 2001 XN249 | 14 dez 2001 | Socorro         | LINEAR          | —         | MPC                           |
| 190995     | 2001 YP    | 18 dez 2001 | Oaxaca          | J. M. Roe       | —         | MPC                           |
| 190996     | 2001 YY10  | 17 dez 2001 | Socorro         | LINEAR          | —         | MPC                           |
| 190997     | 2001 YD15  | 17 dez 2001 | Socorro         | LINEAR          | Mitidika  | MPC                           |
| 190998     | 2001 YC18  | 17 dez 2001 | Socorro         | LINEAR          | —         | MPC                           |
| 190999     | 2001 YV22  | 18 dez 2001 | Socorro         | LINEAR          | —         | MPC                           |
| 191000     | 2001 YV27  | 18 dez 2001 | Socorro         | LINEAR          | —         | MPC                           |